# Temple d'Hathor (Dendérah)
Pour les articles homonymes, voir Temple d'Hathor.
Le temple d'Hathor, situé à Dendérah, est un temple égyptien dédié principalement au culte de la déesse Hathor.

## Historique
À l'origine, avant même l'Histoire, on prétend que les mythiques « Serviteurs d'Horus », sortes de demi-dieux qui précédèrent les pharaons humains, furent à l'origine des plans et des rites de Dendérah. Ils auraient inspiré le pharaon Khéops (IVe dynastie) qui aurait laissé d'anciens documents, puis Pépi Ier (VIe dynastie). Sous la XVIIIe dynastie, Thoutmôsis III développe les rituels[réf. nécessaire].
Selon Sylvie Cauville (L'Œil de Ré), la charte de fondation du temple de Dendérah faisait partie des écrits anciens de l'hypothétique bibliothèque de Khéops,[réf. à confirmer].
Auguste Mariette mentionne les anciennes constructions qui ont précédé le temple ptolémaïque et romain (page 21) :
- Des vestiges de la IVe dynastie (celle de Khéops), puis de la VIe (celle de Pépi Ier), puis de la XIIe.
- Existence d'un temple d'Hathor sous Thoutmôsis III (règne vers 1458 avant notre ère / XVIIIe dynastie).
- Existence d'un temple d'Hathor sous Ramsès II (règne de 1279 à 1213 avant notre ère / XIXe dynastie).

Sous la VIe dynastie, Pépi Ier construit Dendérah, et son temple,.
Sous la XXXe dynastie, Nectanébo Ier (règne de -380 à -362) construit un mammisi (c'est le monument le plus ancien du site).
Les premiers Ptolémée construisent quelques chapelles.
Le temple d'Hathor actuel est fondé le 16 juillet 54 avant notre ère, jour du lever héliaque annuel de Sirius.
Les travaux commencent donc sous le règne de Ptolémée XII Aulète (règne de -80 à -58 puis de -55 à -51, père de Cléopâtre qui lui succède en 51 avant notre ère). La reconstruction est achevée trente-quatre ans plus tard, sous le règne d'Auguste. La décoration des parois se poursuit jusqu'à la fin de la période romaine.
À l'époque romaine, le culte de la déesse Isis (souvent associé au culte d'Hathor), est très présent même dans le panthéon et la culture populaire romaine (un temple d'Isis est construit à Rome). Les empereurs (comme souverains égyptiens), en embellissant et en faisant sculpter leur nom, souhaitent ainsi bénéficier de la protection de la déesse. Ils font donc rajouter leurs noms dans les cartouches vides et font construire des monuments à l'extérieur du temple.
À l'intérieur du temple, on peut lire les cartouches d'Auguste, de Tibère, de Caligula, de Claude et de Néron. Dans d'autres parties de l'intérieur, les cartouches et les noms de bannière sont restés vides.

## Le temple d'Hathor

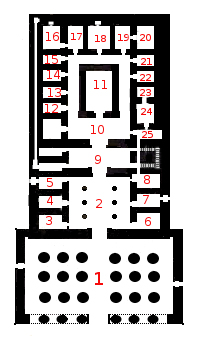
Temple (avec le repère du nom de toutes les salles)

Mariette publie en 1875 une étude détaillée du temple d'Hathor : Dendérah, description générale du grand temple de cette ville.
Les années précédentes, il avait déjà publié cinq volumes de planches (tomes 1 et 2 publiés en 1870, tome 3 en 1871, tome 4 en 1873, un supplément en 1874).

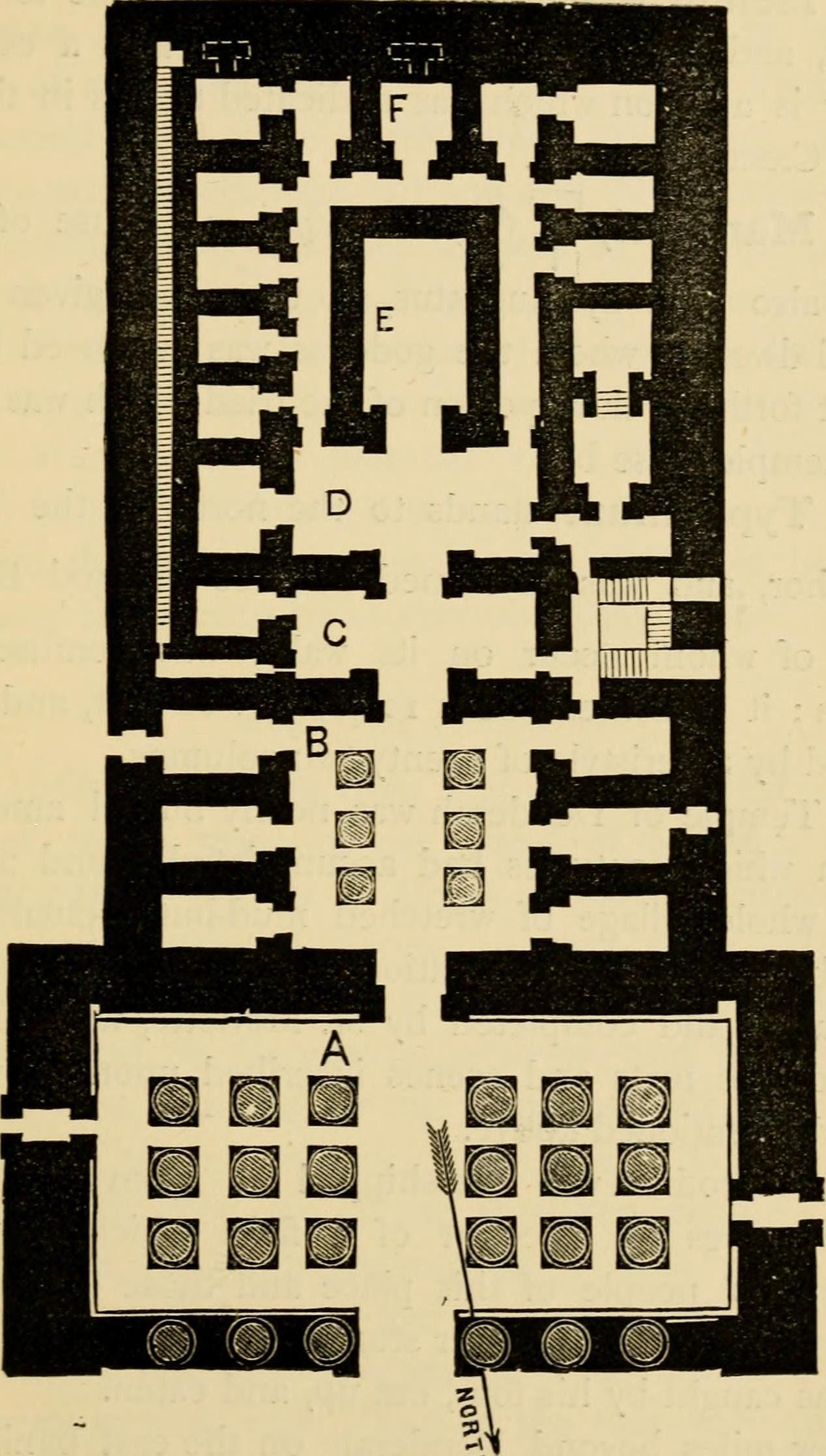
Orientation.
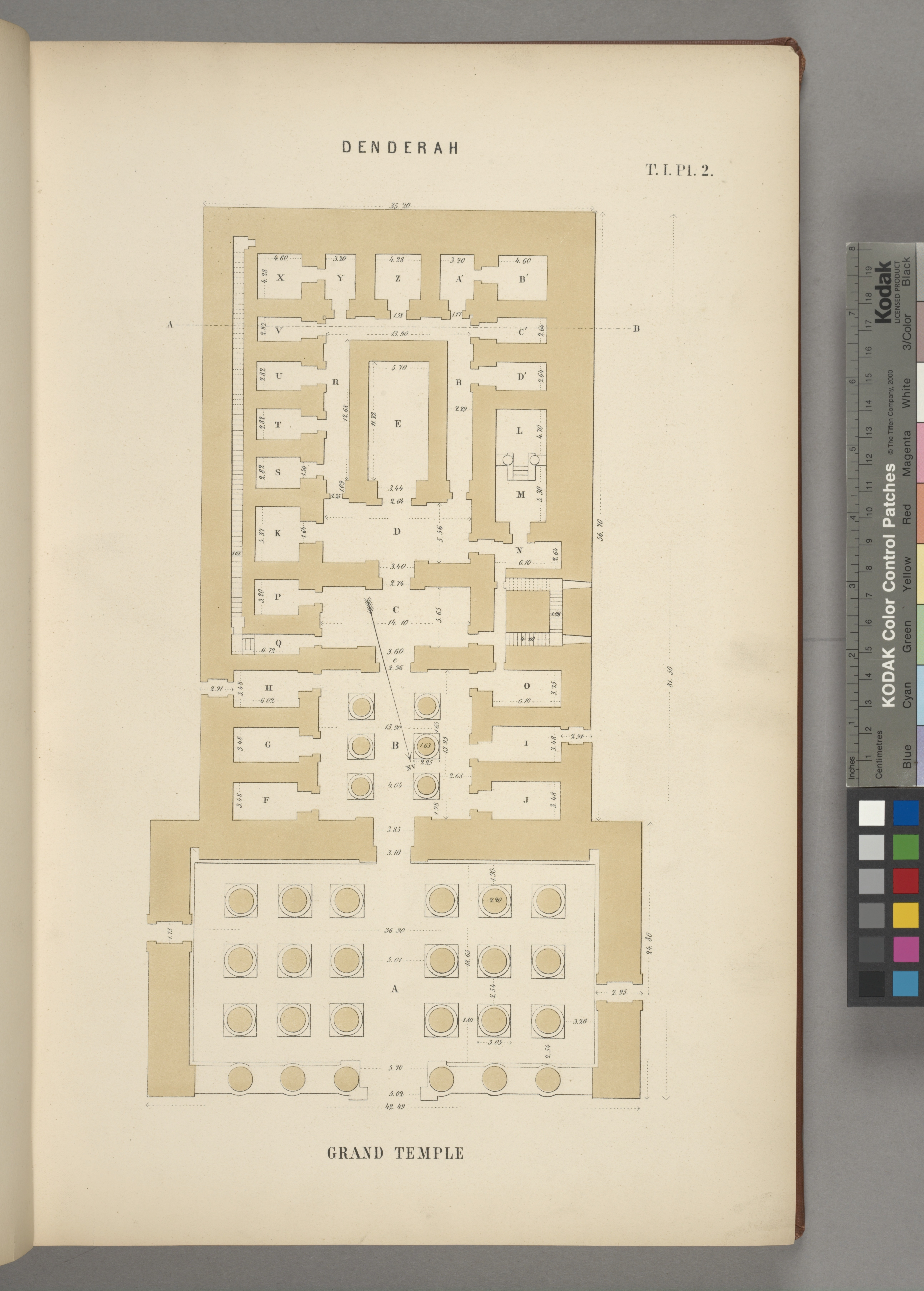
Orientation / Mariette 1870).
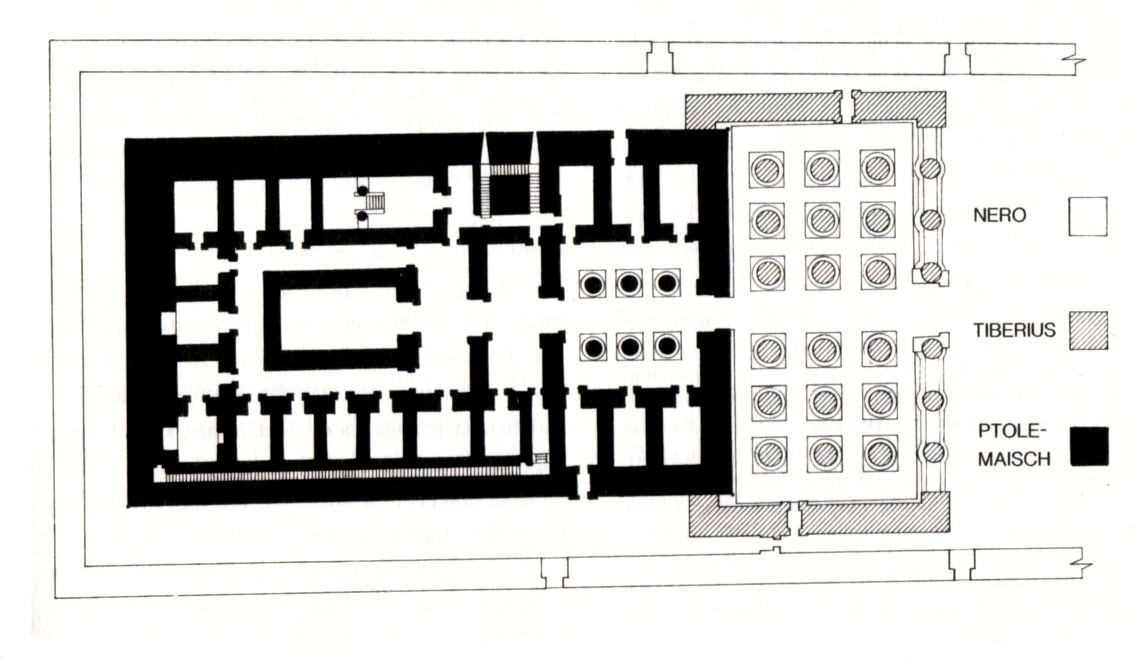
Les trois périodes principales de la construction.

### Orientation réelle et orientation symbolique
L'entrée du temple est face au Nord ( autre plan avec orientation), ou, pour être exact, l'axe longitudinal du temple incline de 15° environ vers l'est du nord vrai (NV), c'est le nord-quart-nord-est du compas.
Mariette, dans le plan du site (tome 1, planche 1 / cf. Dendérah) fait une distinction entre le « Nord vrai » (NV) de la façade d'entrée du temple et le « Nord des textes hiéroglyphiques » (ce dernier correspondant à l'Ouest réel). Il précise, en tête de la table des quatre volumes de planches : « les indications des points cardinaux sont données d'après le nord des inscriptions hiéroglyphiques ». Il ne le précise pas sur les plans suivants. Il faut attendre les pages 39–41 de son étude pour avoir l'explication : « Nous devons cependant, faire remarquer que les Égyptiens ont envisagé cette question autrement que nous, et que pour eux, la façade est l'est, tandis que la partie postérieure est l'ouest et que les grands côtés deviennent le sud et le nord ». Il indique les textes et explique les raisons du choix symbolique des Égyptiens.
Mariette choisira de respecter la vision des Anciens et décrira le temple en utilisant l'orientation symbolique (et non l'orientation réelle) d'où certaines dénominations qui peuvent intriguer le lecteur, et surtout le visiteur muni d'une boussole : porte de l'est, du sud, groupe du sud, du nord, escalier du sud, du nord, etc.
Cet article utilise l'orientation réelle : entrée au nord (Est symbolique).

### Orientation sur l'azimut de Sirius
Éric Aubourg, en introduction à son étude sur le zodiaque, indique que le temple actuel a été fondé « le jour du lever héliaque annuel de Sirius. Comme pour tous les sanctuaires du complexe tentyrite, son axe fut aligné sur l’azimut du lever de Sirius ».
« Or, sous l’effet du phénomène de précession des équinoxes, l’azimut de ce lever s’était déplacé de quelque trois degrés depuis la fondation sur le site de monuments plus anciens, qui n’étaient donc plus dans l’alignement de Sirius à ce moment, alors qu’ils l’étaient à l’époque de Ramsès II. La fondation de ce nouveau temple était un événement suffisamment important pour qu’on ait décidé de l’aligner sur le lever réel de l’étoile, et non sur les axes des autres bâtiments – douze siècles s’étaient écoulés depuis la précédente fondation. Ce nouvel axe sera aussi utilisé pour les autres constructions du site, comme en témoigne le petit mammisi d’Isis, avec sa structure brisée ».

## La façade

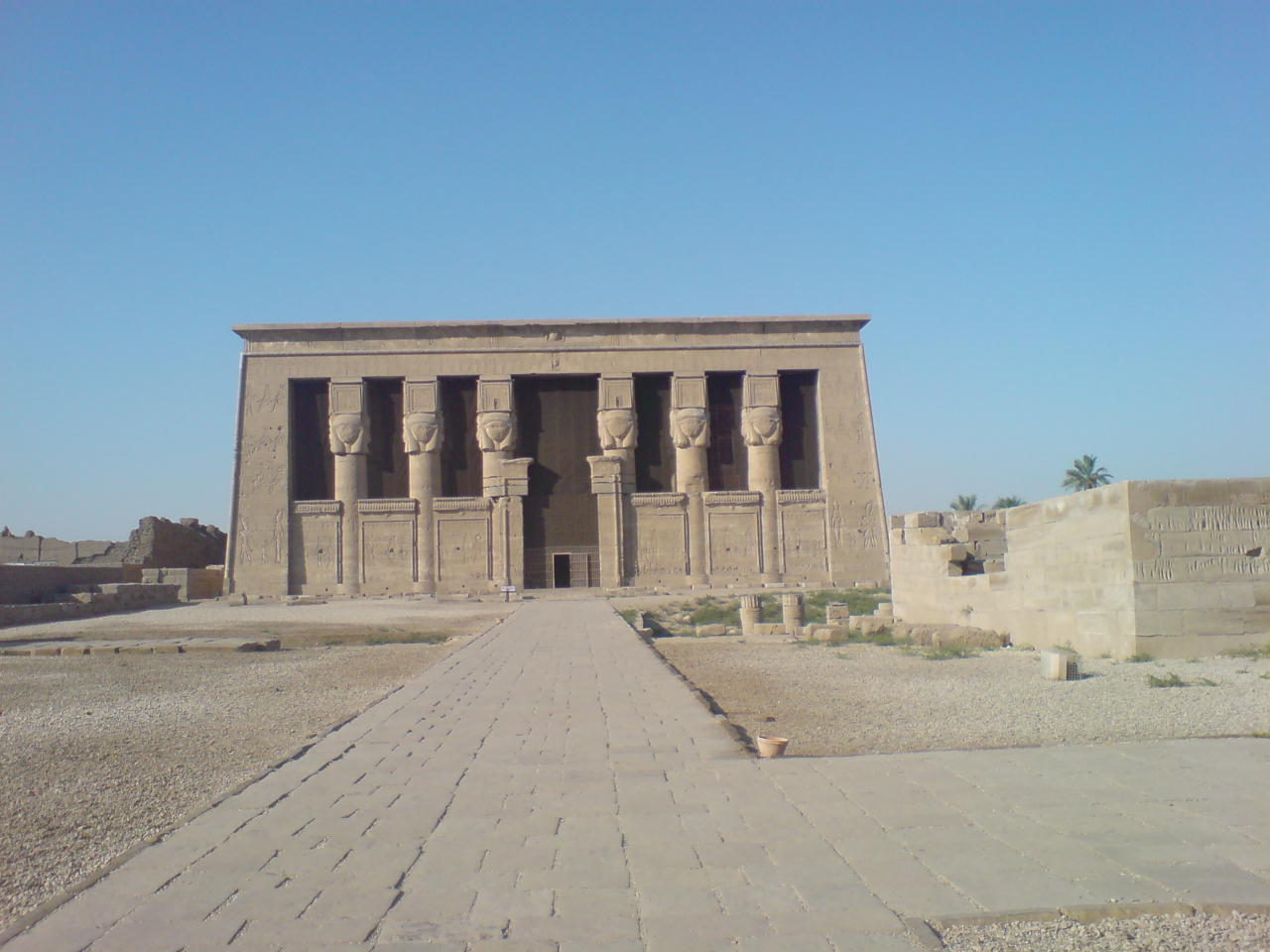
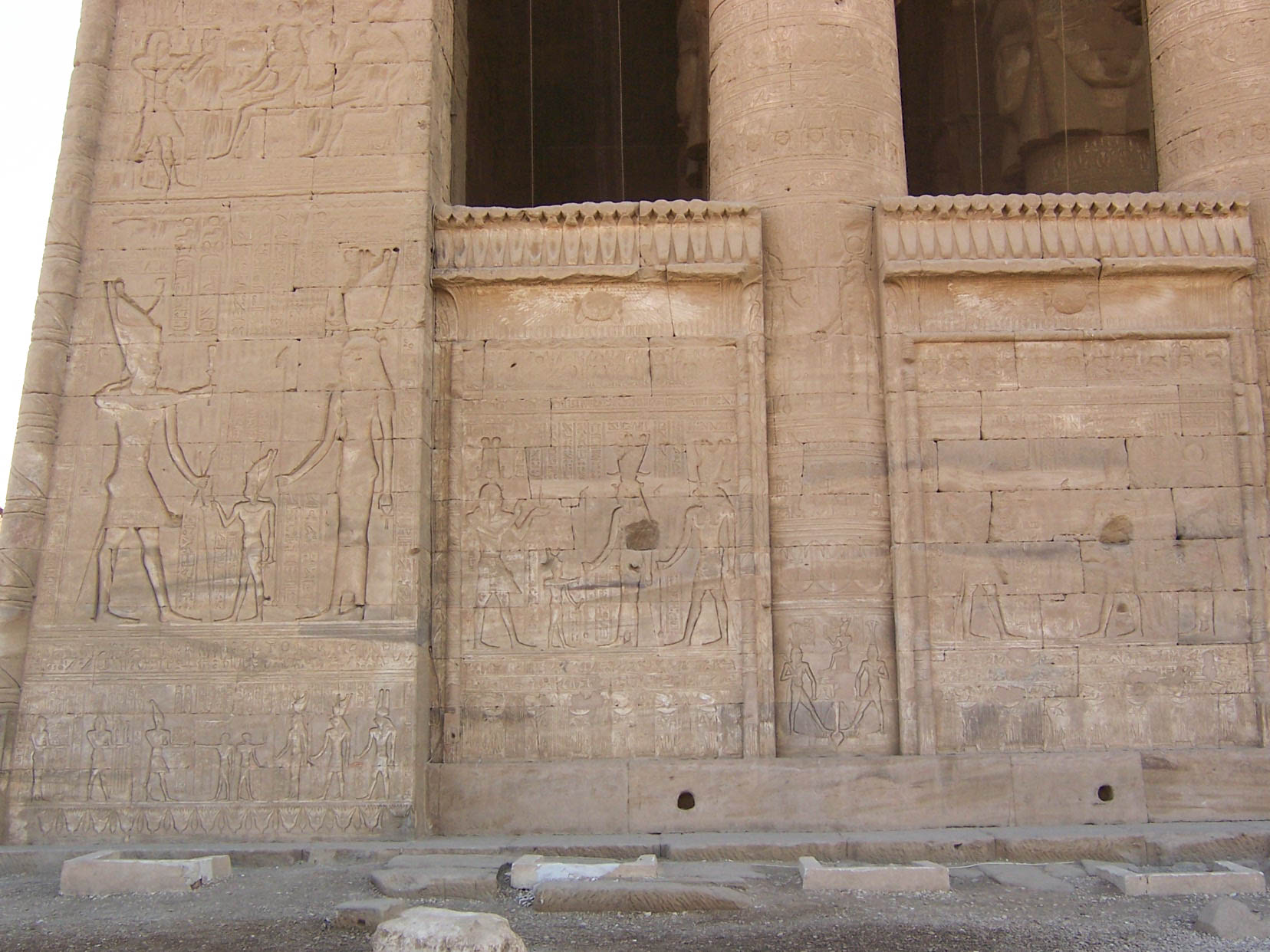
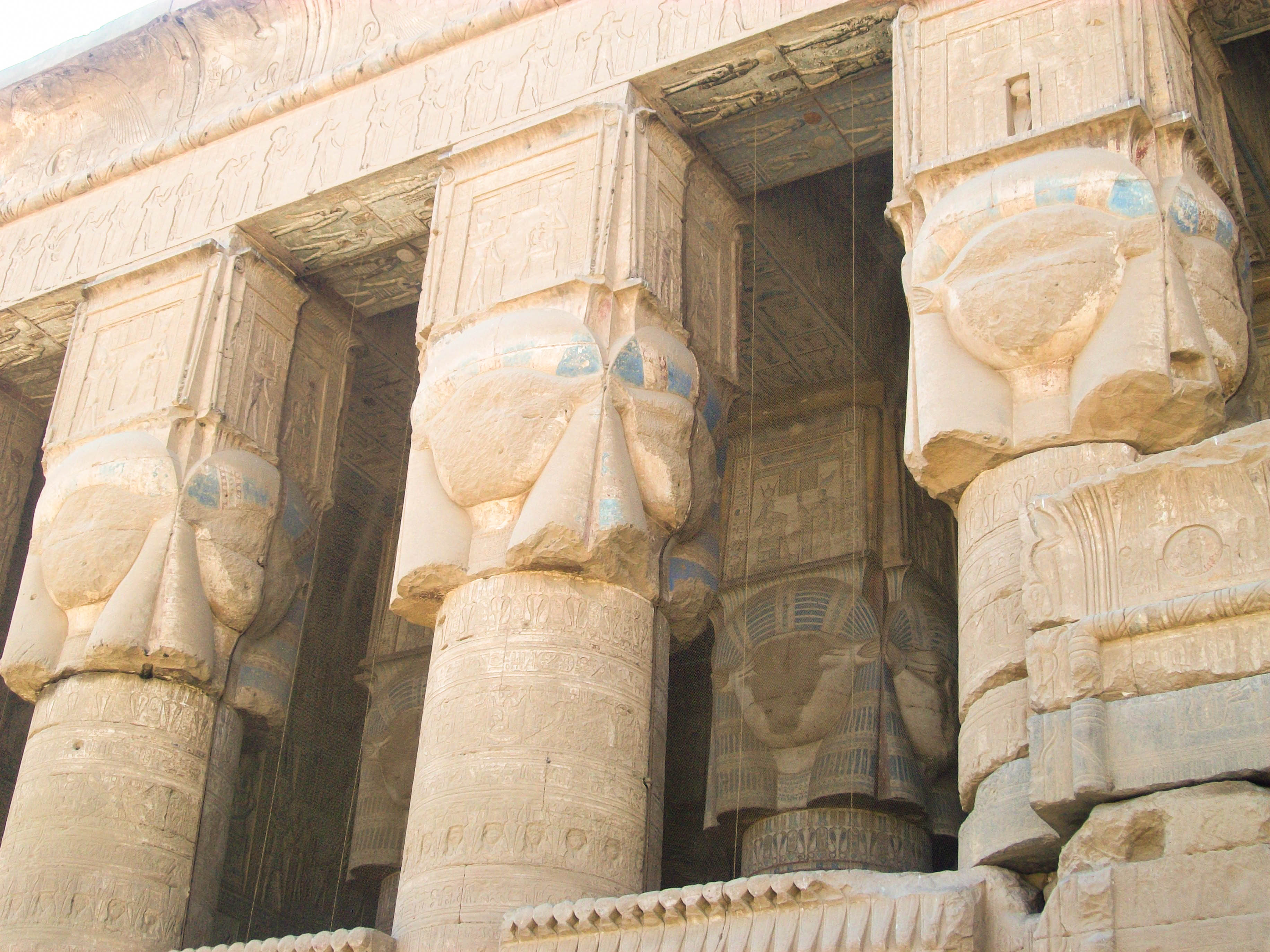
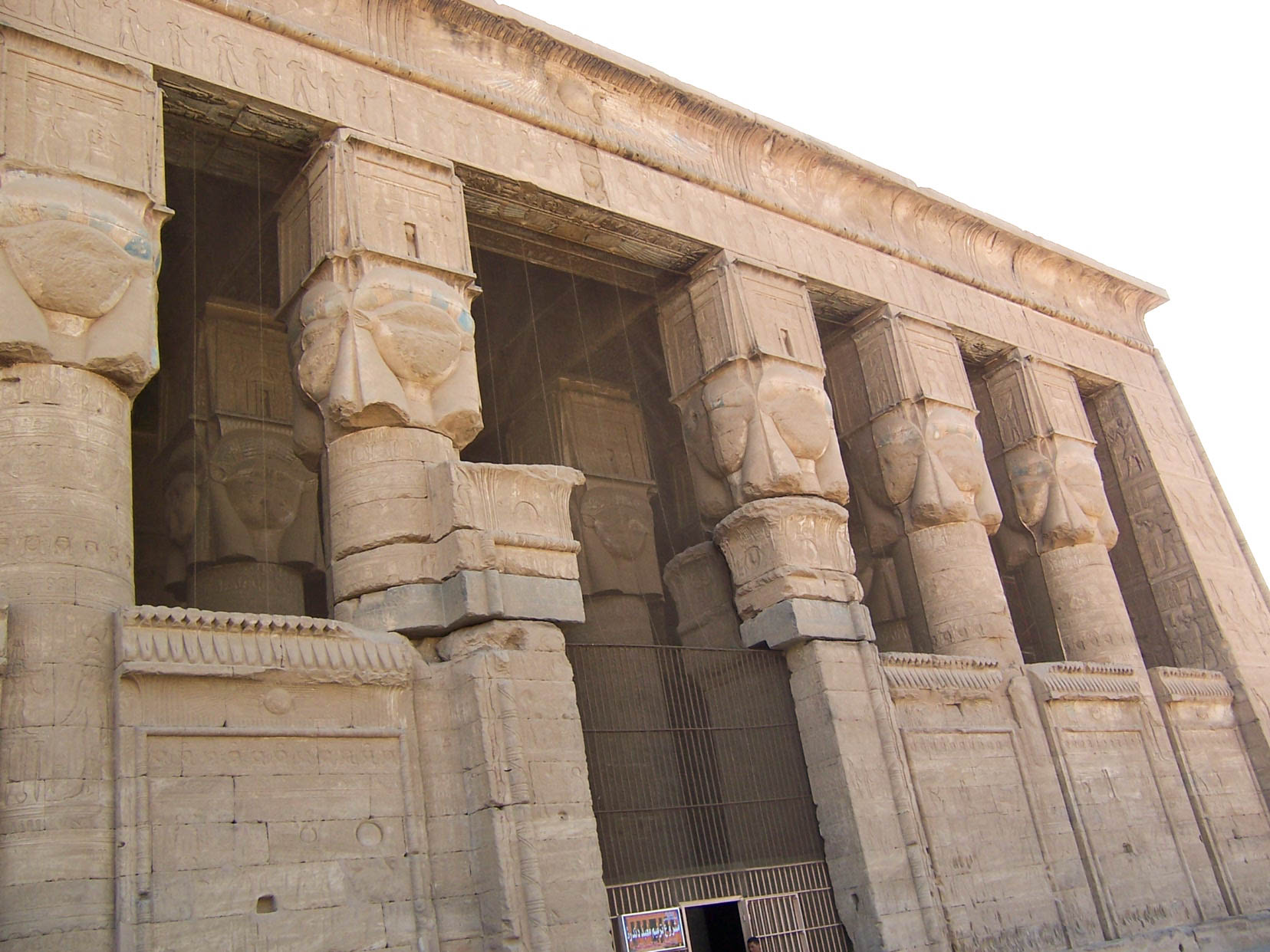

## La grande salle hypostyle (ou pronaos)
(repère 1 sur le plan)
La grande salle hypostyle a été construite sous le règne de l'empereur Tibère.

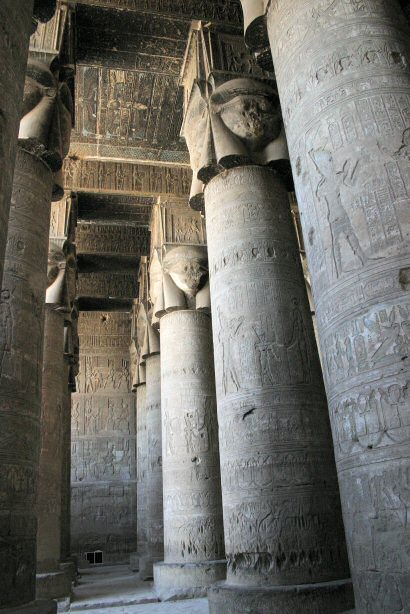
Salle hypostyle.
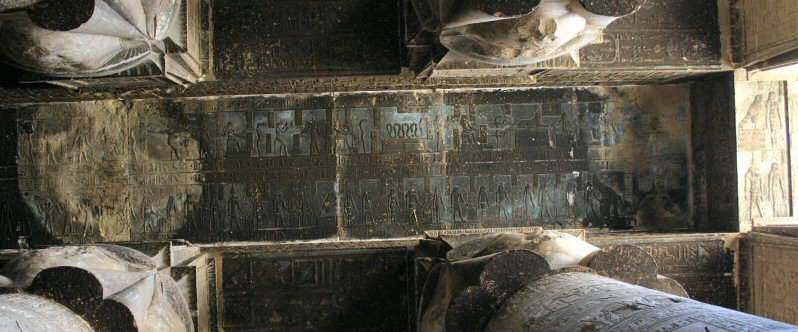
Salle hypostyle : plafond en 2005.
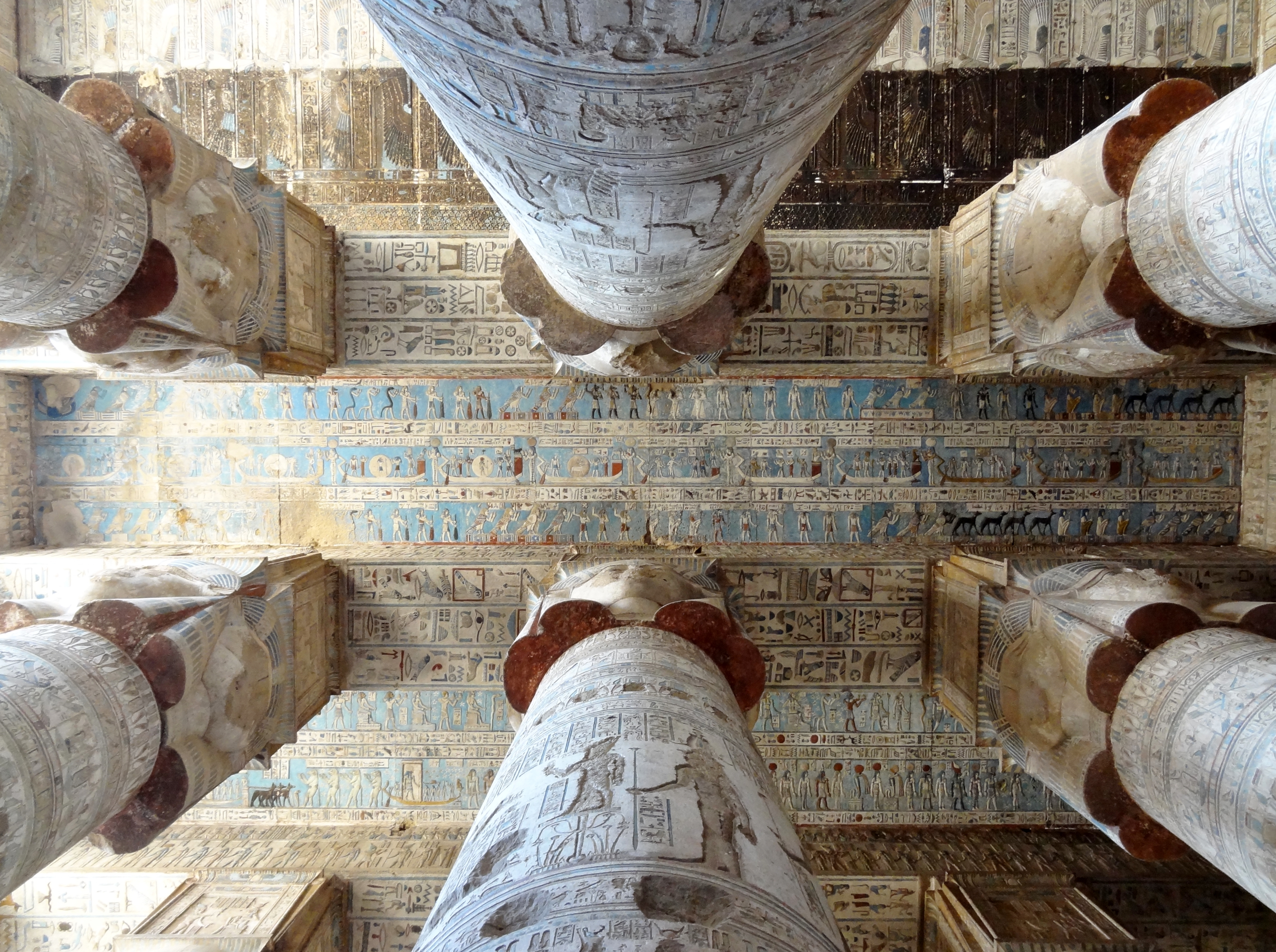
plafond (restauré) en 2014.
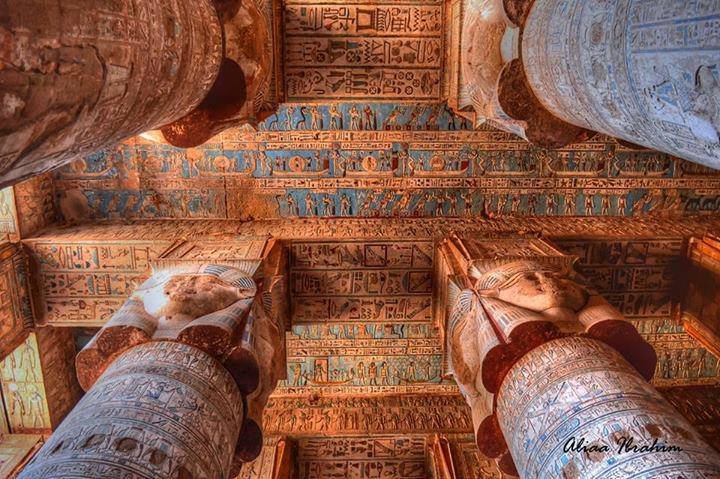
Salle hypostyle (colorisée).

## La petite salle hypostyle ou salle d'apparition
(repère 2 sur le plan)
À partir de cette salle, nous entrons dans la partie proprement ptolémaïque du temple.
À l'est, nous accédons à trois petites salles (3-4-5).
À l'ouest, à trois autres petites salles (6-7-8).

### Les six annexes
(repère 3-4-5 et 6-7-8 sur le plan)

## La salle d'offrande
(repère 9 sur le plan)
De cette salle, on peut accéder au toit du temple, à l'ouest par un escalier en colimaçon, à l'est par un escalier rectiligne.

## Le pronaos
(repère 10 sur le plan)
Le pronaos donne accès au naos (11) et à plusieurs petites salles (12 à 25, plus une non numérotée).

## Le naos (saint des saints)
(repère 11 sur le plan)

## Le «wabet»
(repères 23 et 24 sur le plan)
Un wabet est une petite salle de culte dans les anciens temples égyptiens de la période gréco-romaine. Le sanctuaire est séparé de l'atrium par un mur barrière à deux colonnes. Le groupe de chambres est situé à côté de l'escalier du temple. Ce type de chapelle s'est probablement développé à partir des sanctuaires solaires du Nouvel Empire. Le mot wˁb.t signifie « le pur [lieu] ».
Nous constatons que la figure courbée de Nout est orientée, ici, selon les points cardinaux réels (et non symboliques) : sa bouche (avalant le soleil couchant) est à l'ouest; sa matrice (d'où naît le soleil levant, et rayonnant) est à l'est. Nous retrouvons la même orientation réelle de Nout courbée au plafond de la chapelle du zodiaque de l'Osiréion (cf. infra).

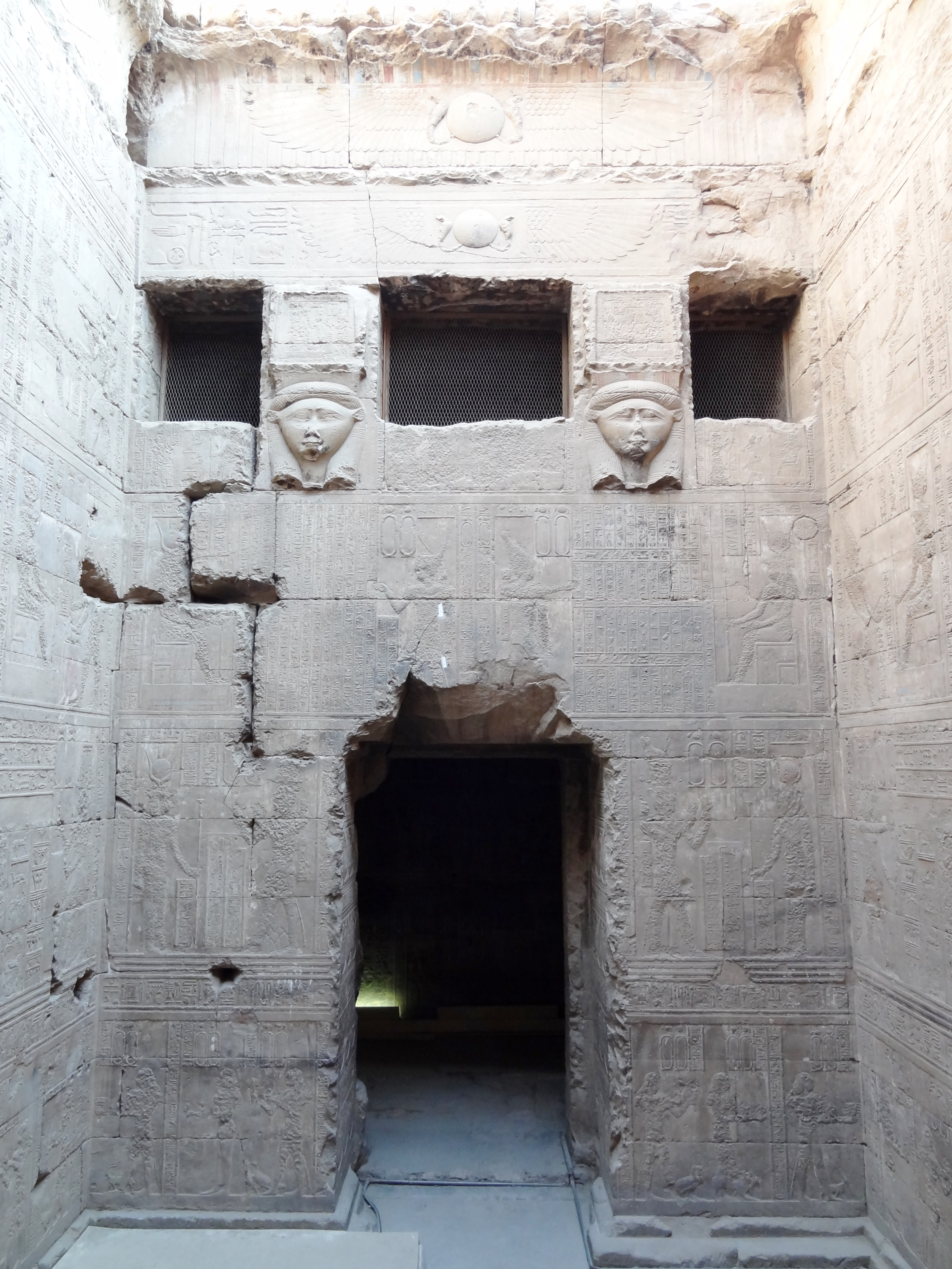
Entrée (à partir de la salle 25).
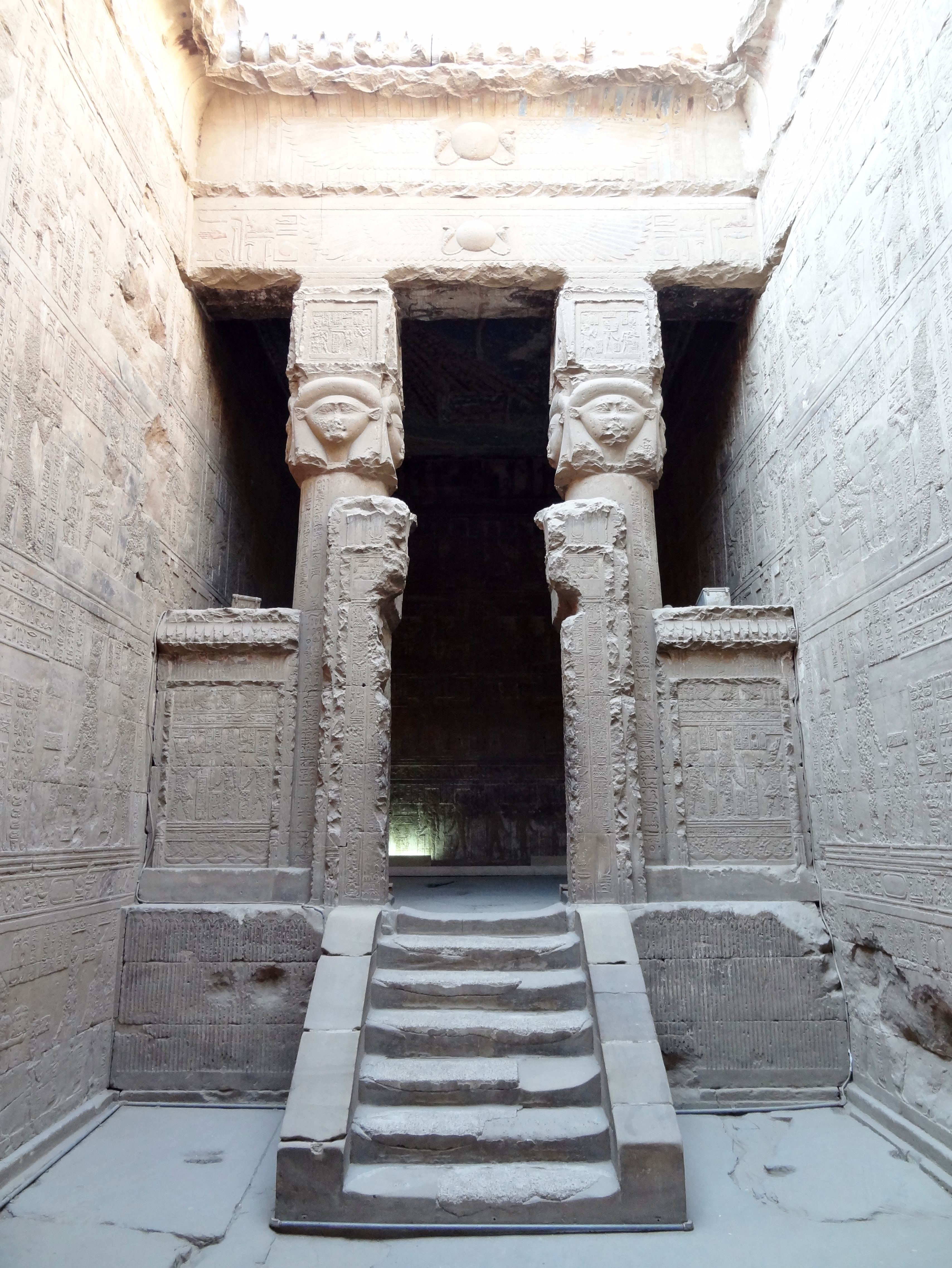
Atrium.
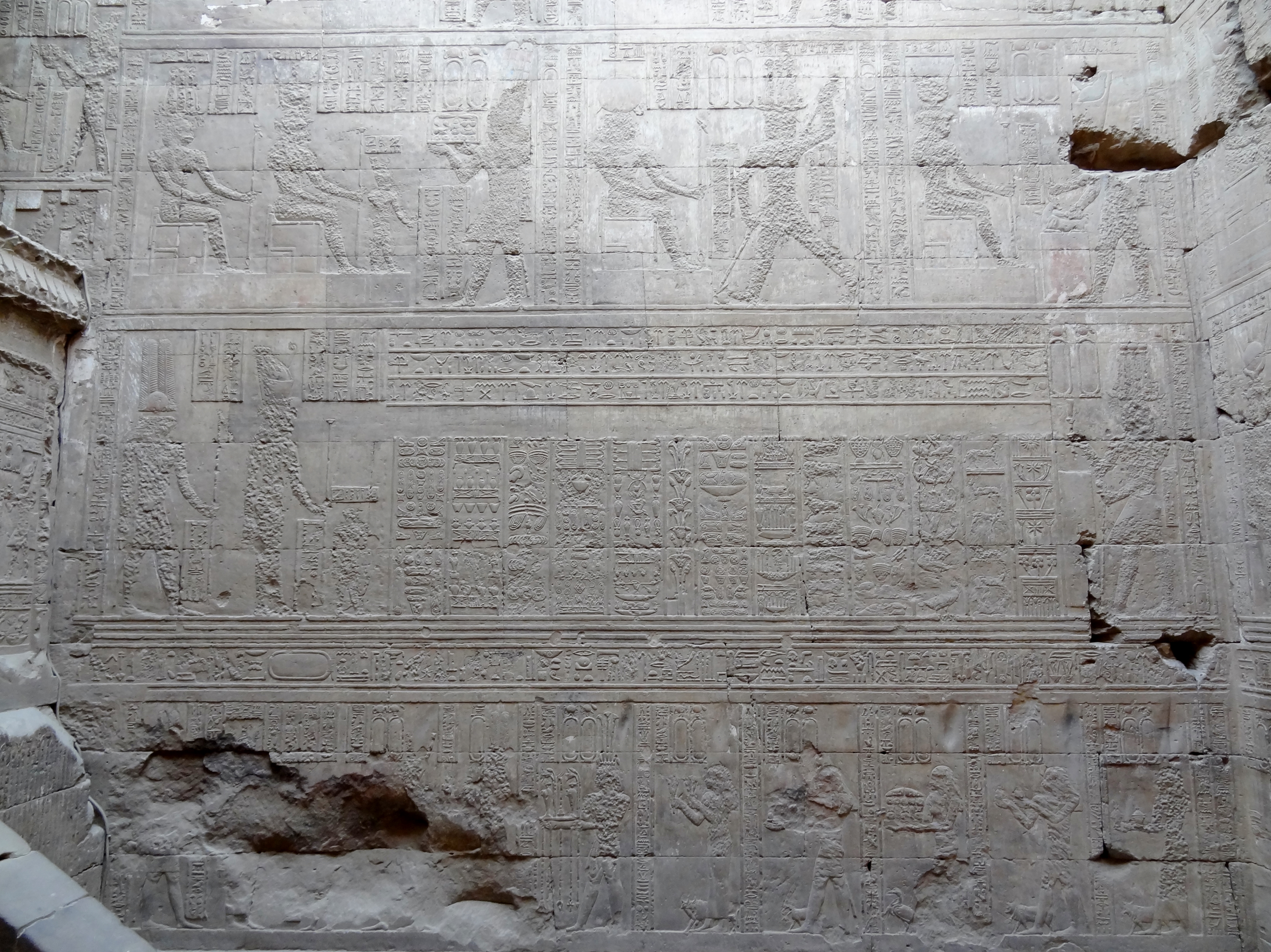
Mur de l'atrium 1.
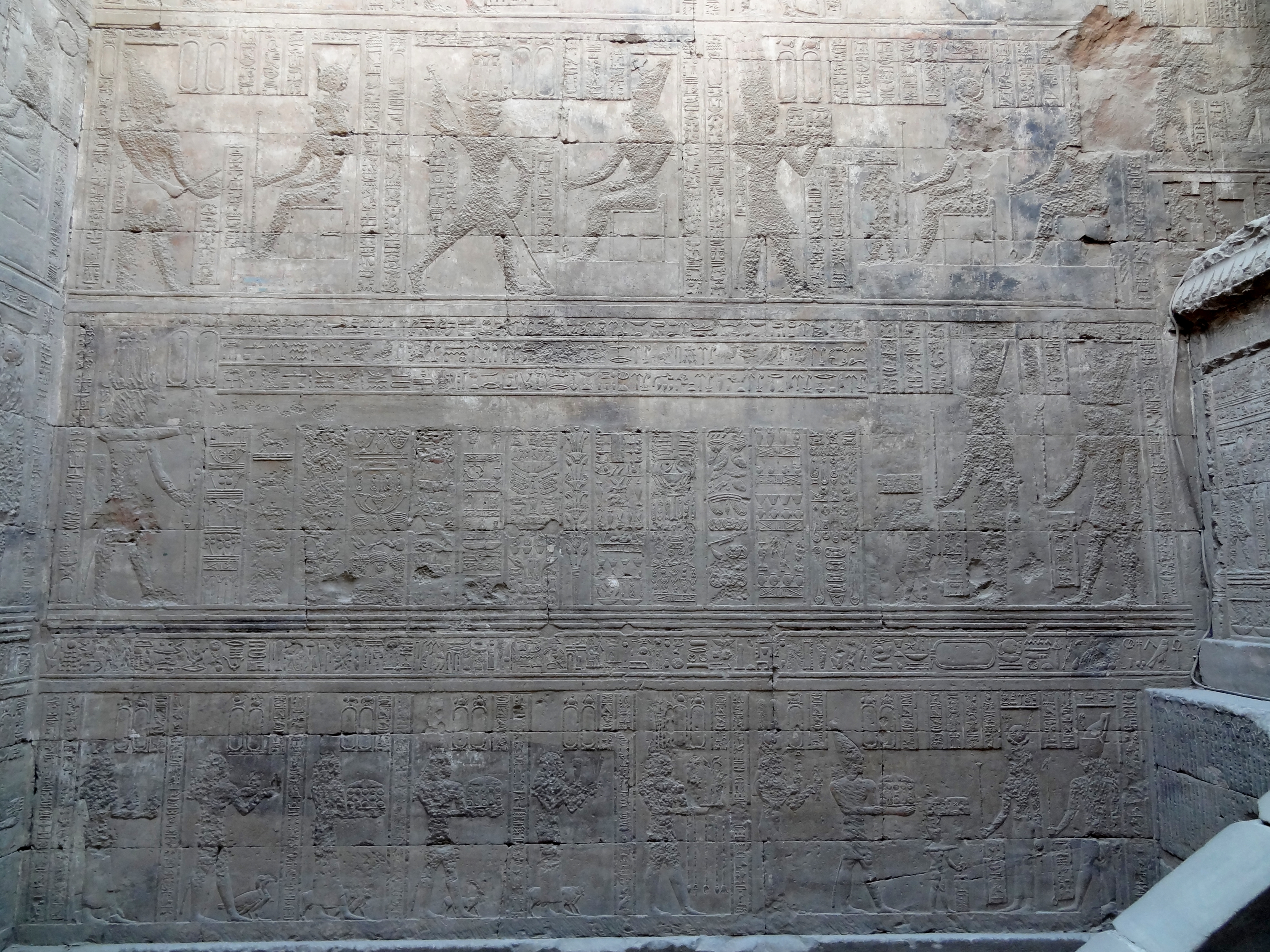
Mur de l'atrium 2.
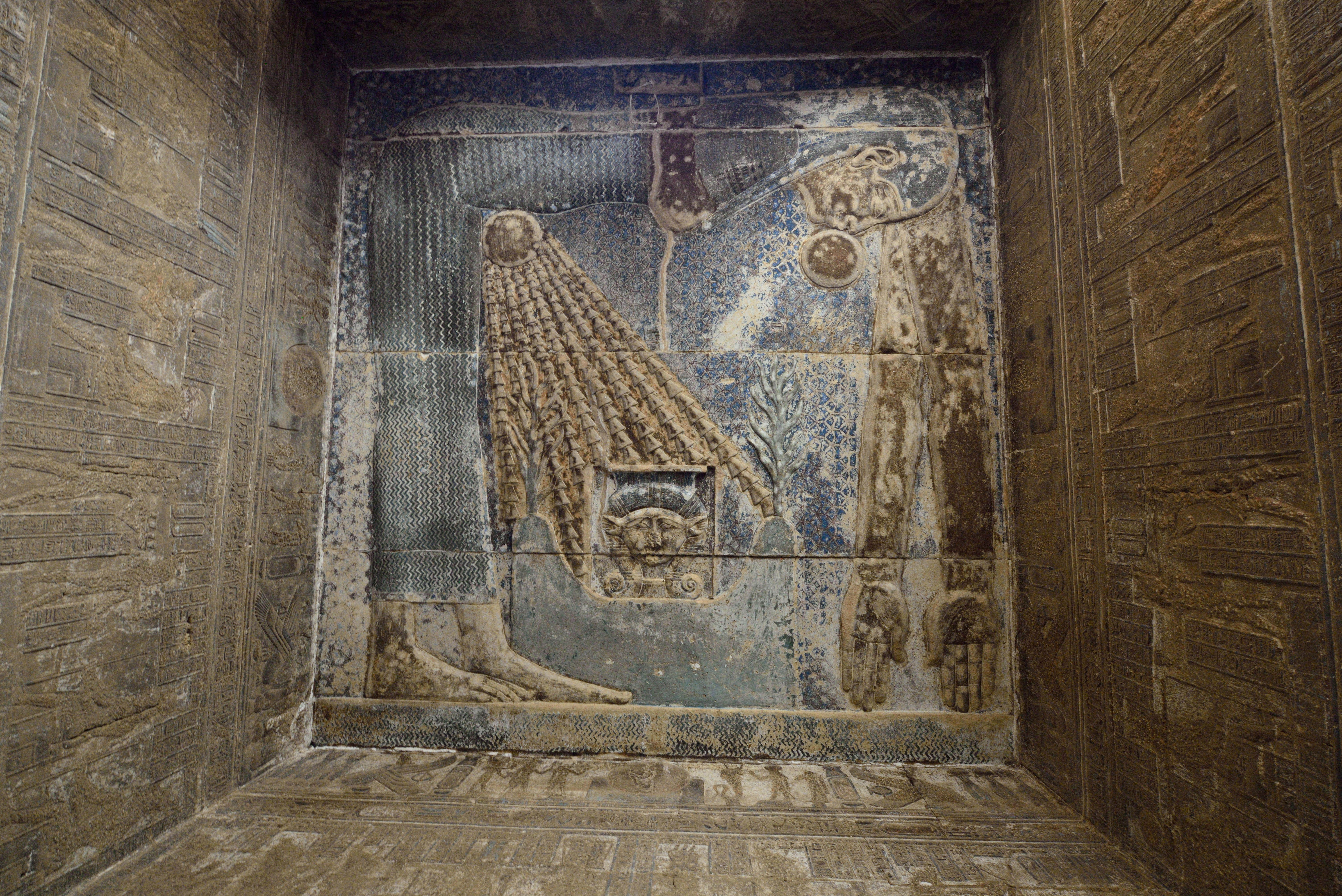
Le plafond.
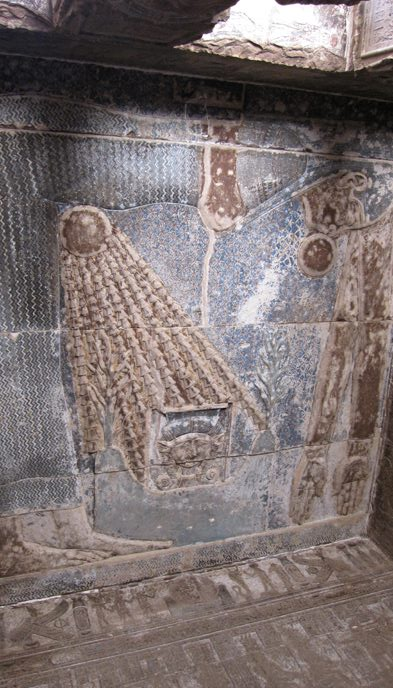
La lumière vient de l'atrium (Nord réel).
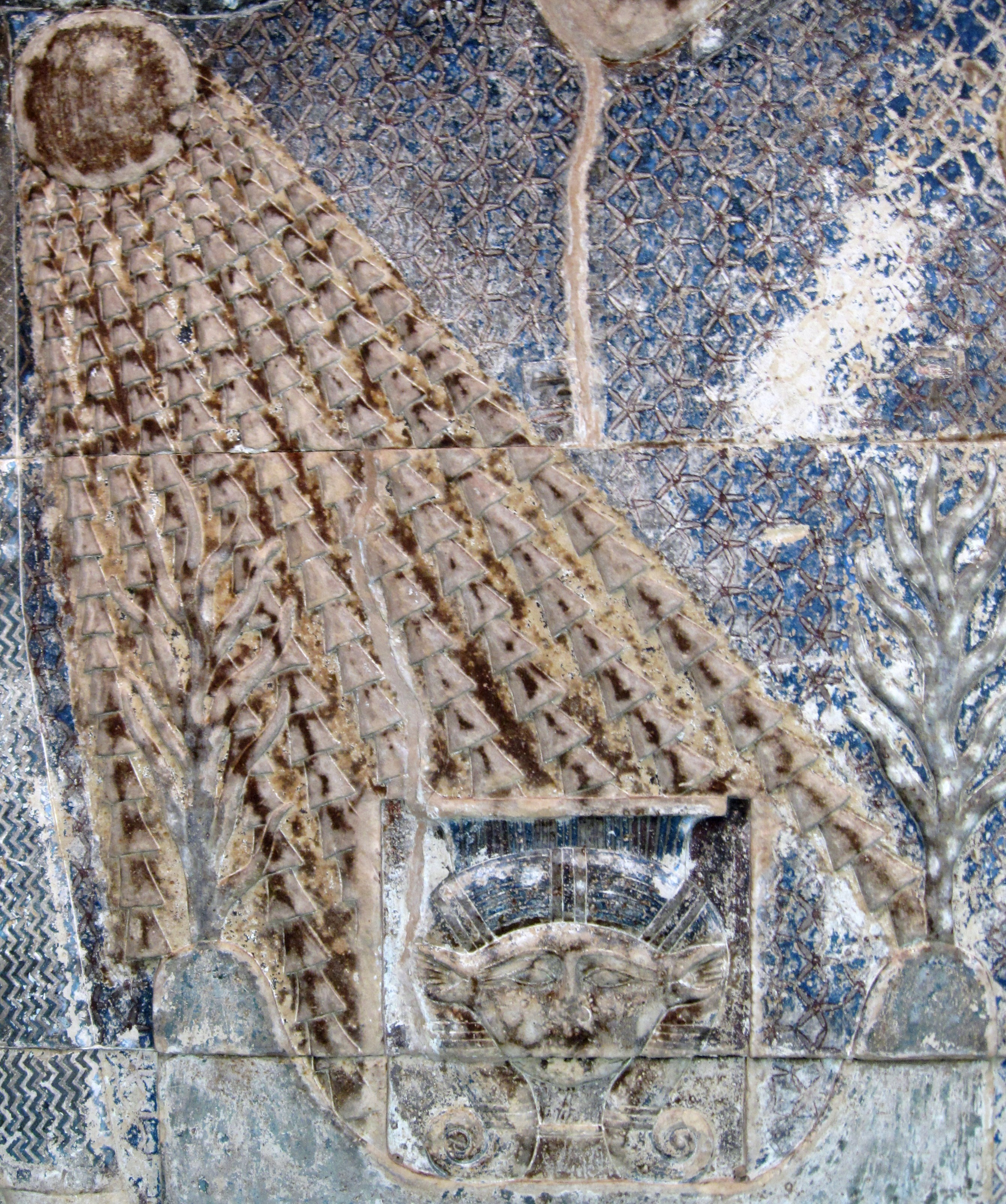
Le plafond (détail).

## Les douze cryptes
Les cryptes sont des corridors secrets. Certaines, souterraines, sont aménagées dans les fondations ; les autres sont aménagées çà et là dans l'épaisseur des murailles.
Les cryptes de Dendérah sont au nombre de douze. Six sont souterraines; les six autres circulent à travers les murailles qui enveloppent la partie postérieure du temple. Mariette n'étudie que neuf d'entre elles (les deux cryptes de la salle A et la crypte de la chambre 0 étant dépourvues d'inscriptions).

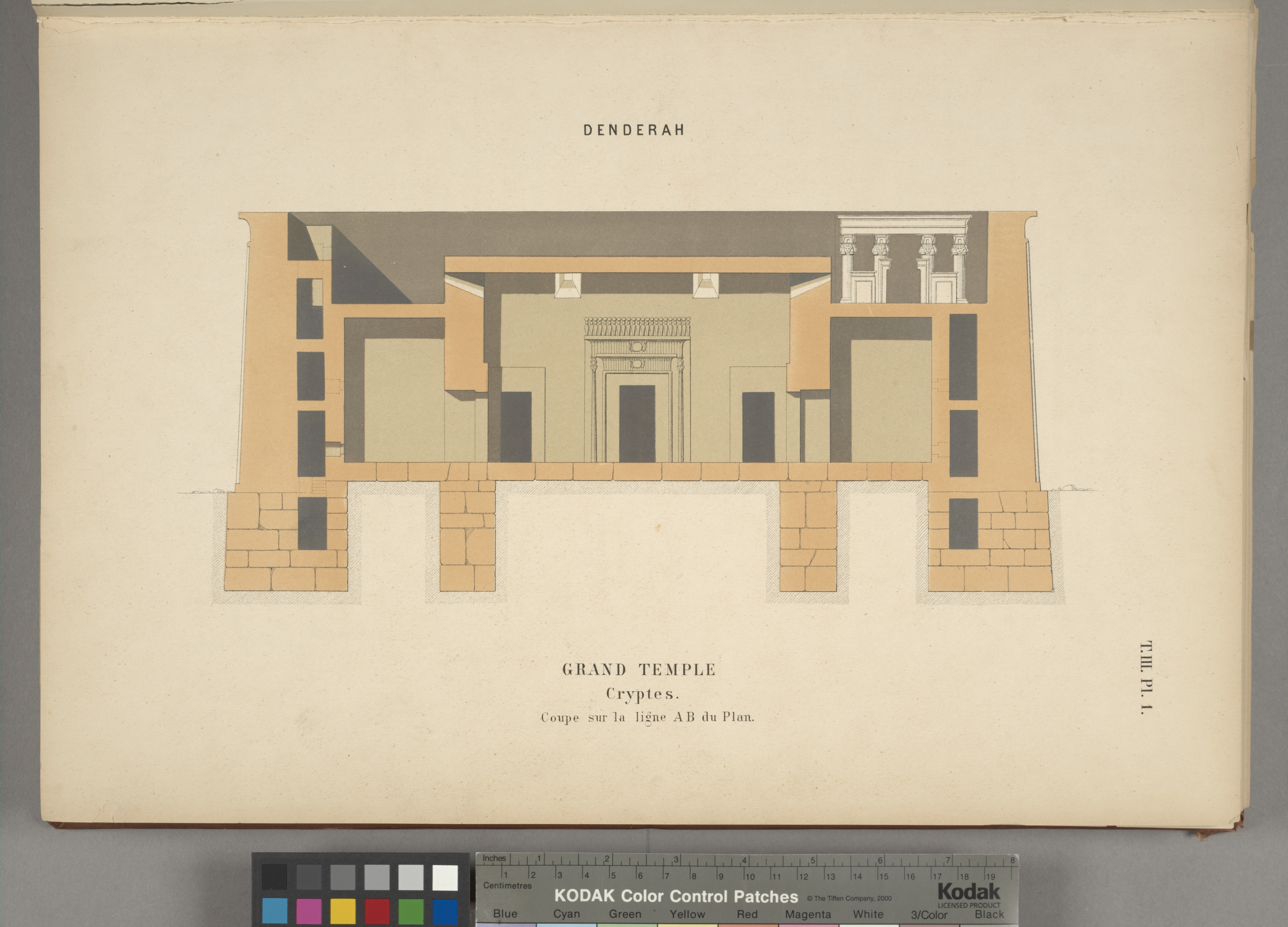
Cryptes (Est réel à gauche).
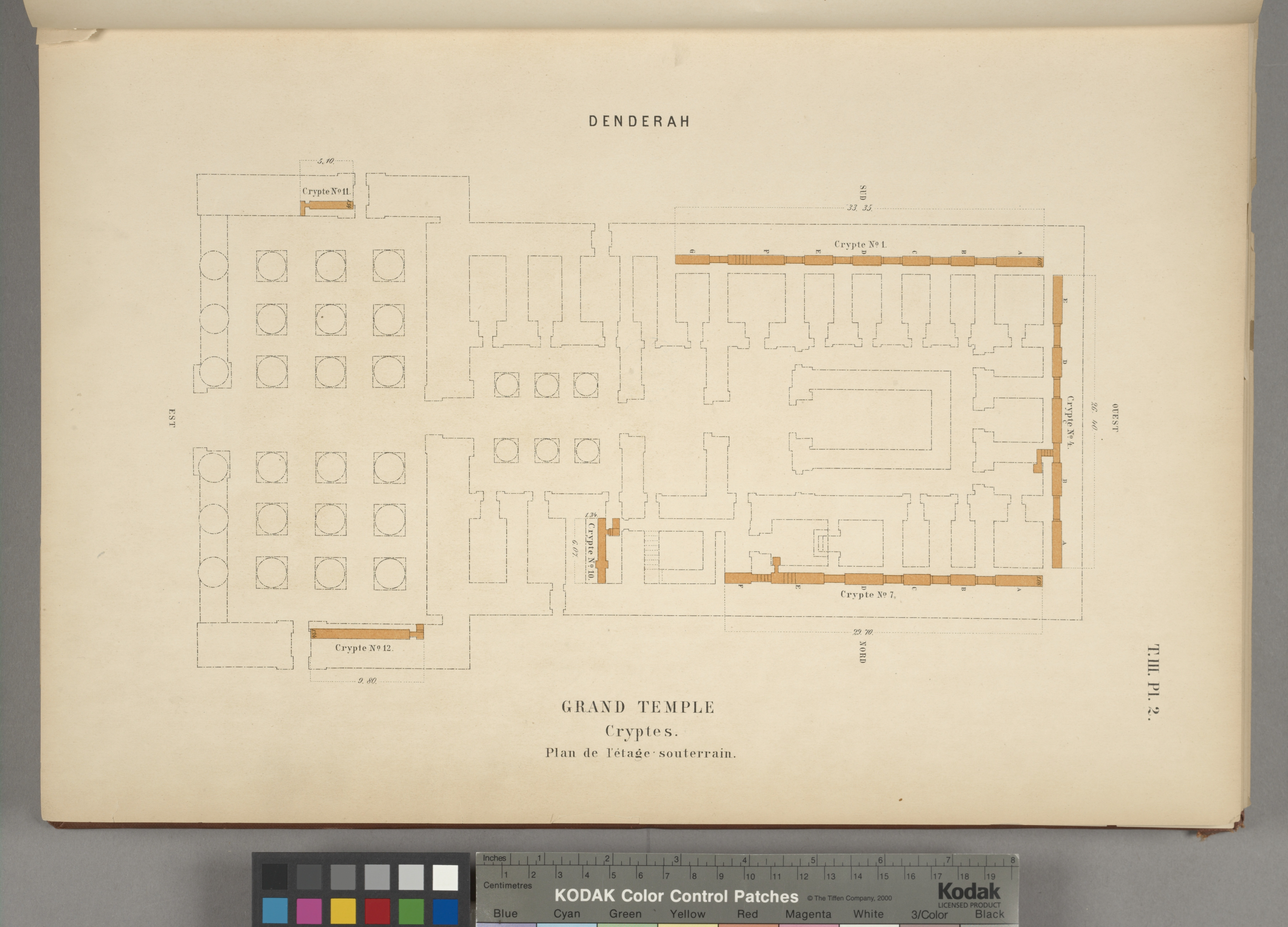
Cryptes (Nord réel à gauche).
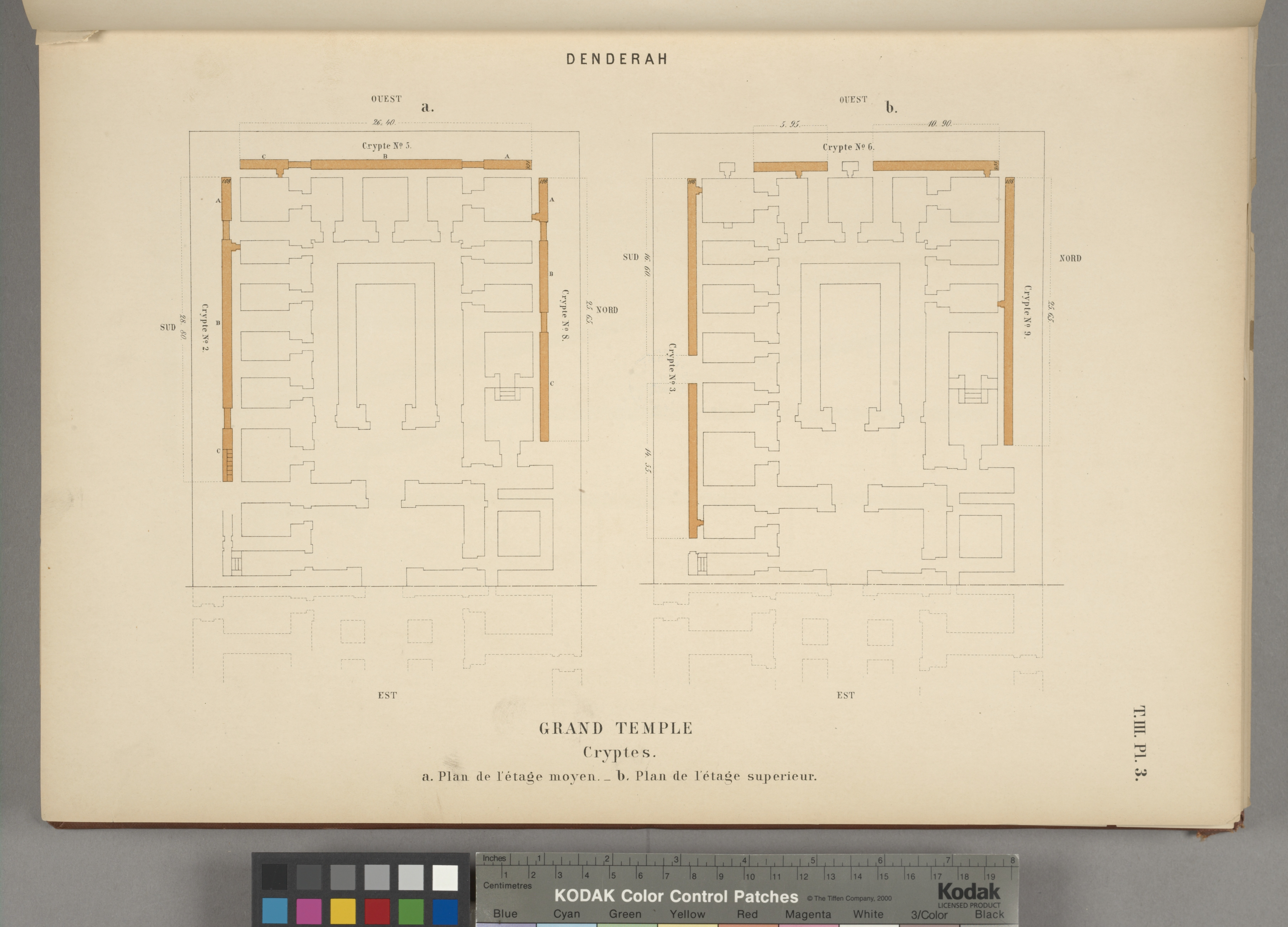
Cryptes (Est réel à gauche).
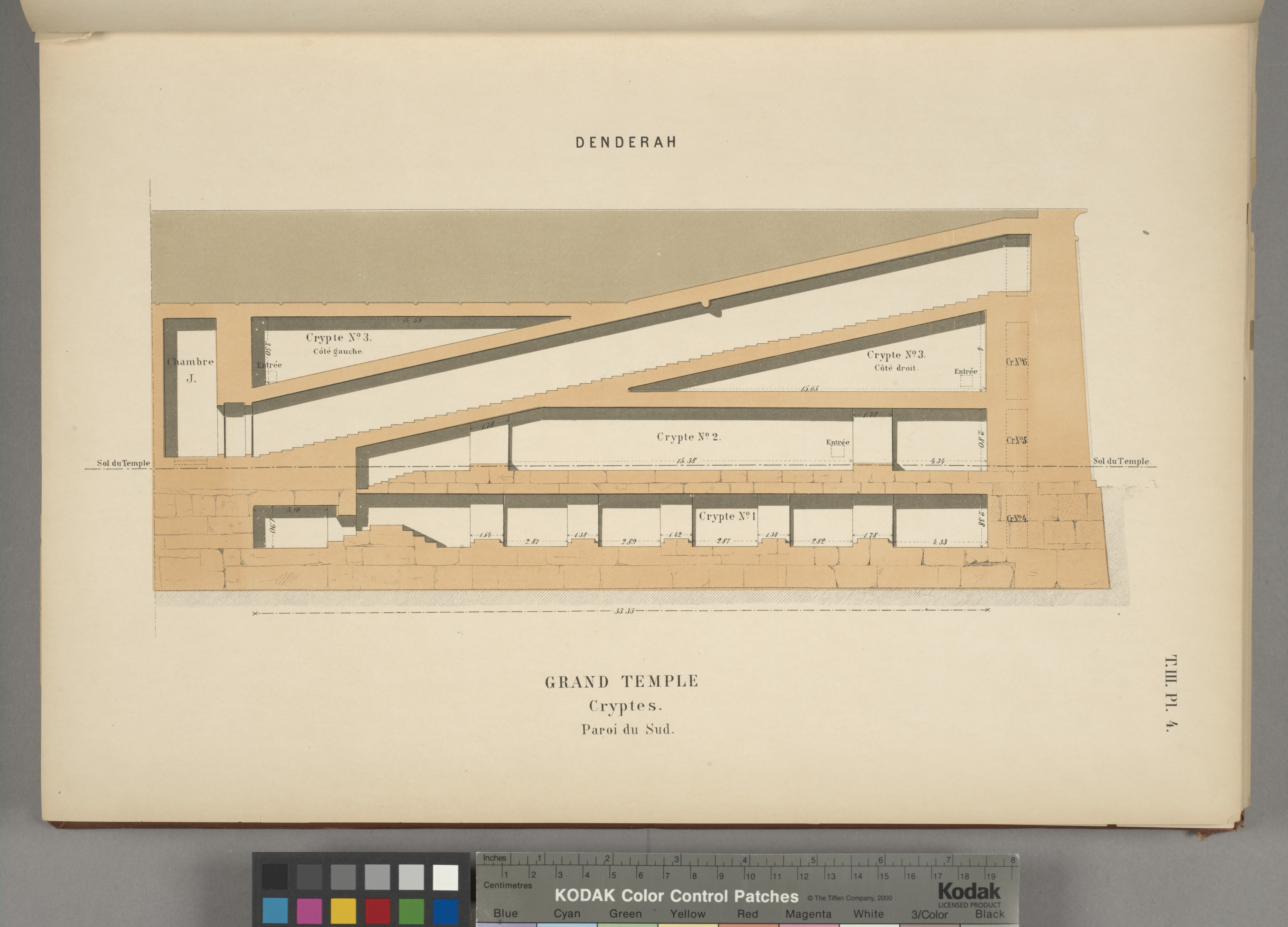
Cryptes (mur de l'Est réel).
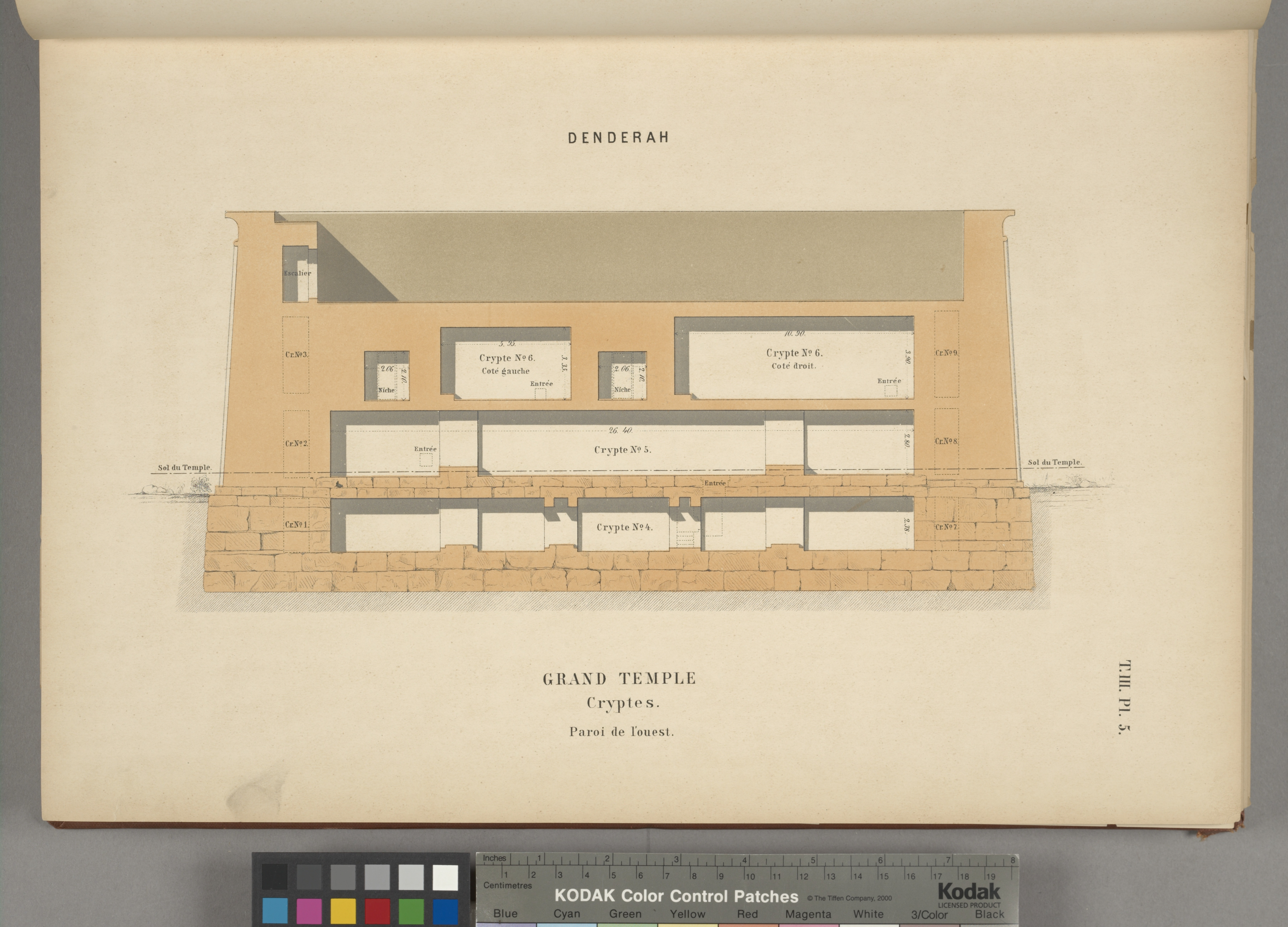
Cryptes (mur du Sud réel).
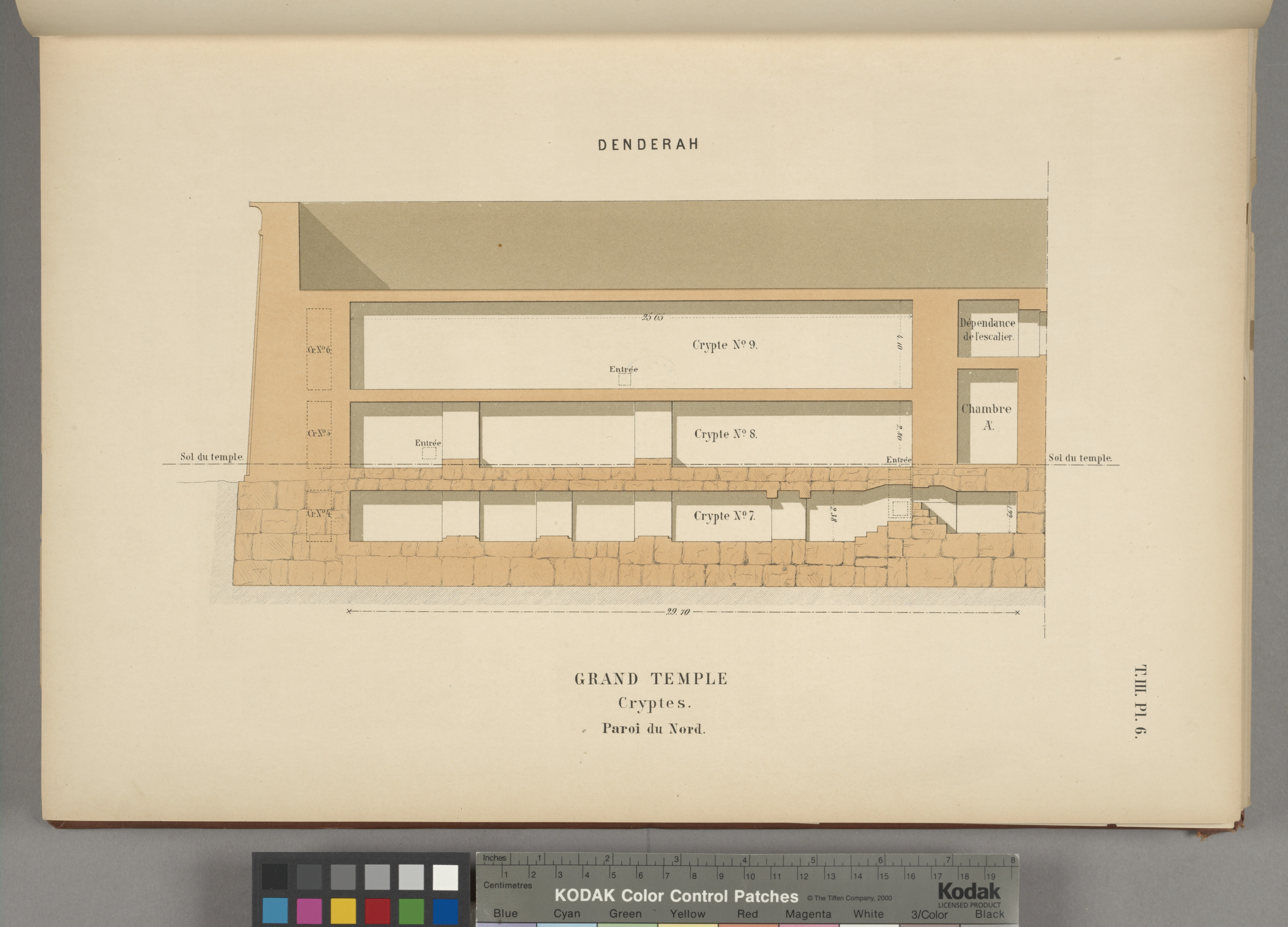
Cryptes (mur de l'Ouest réel).
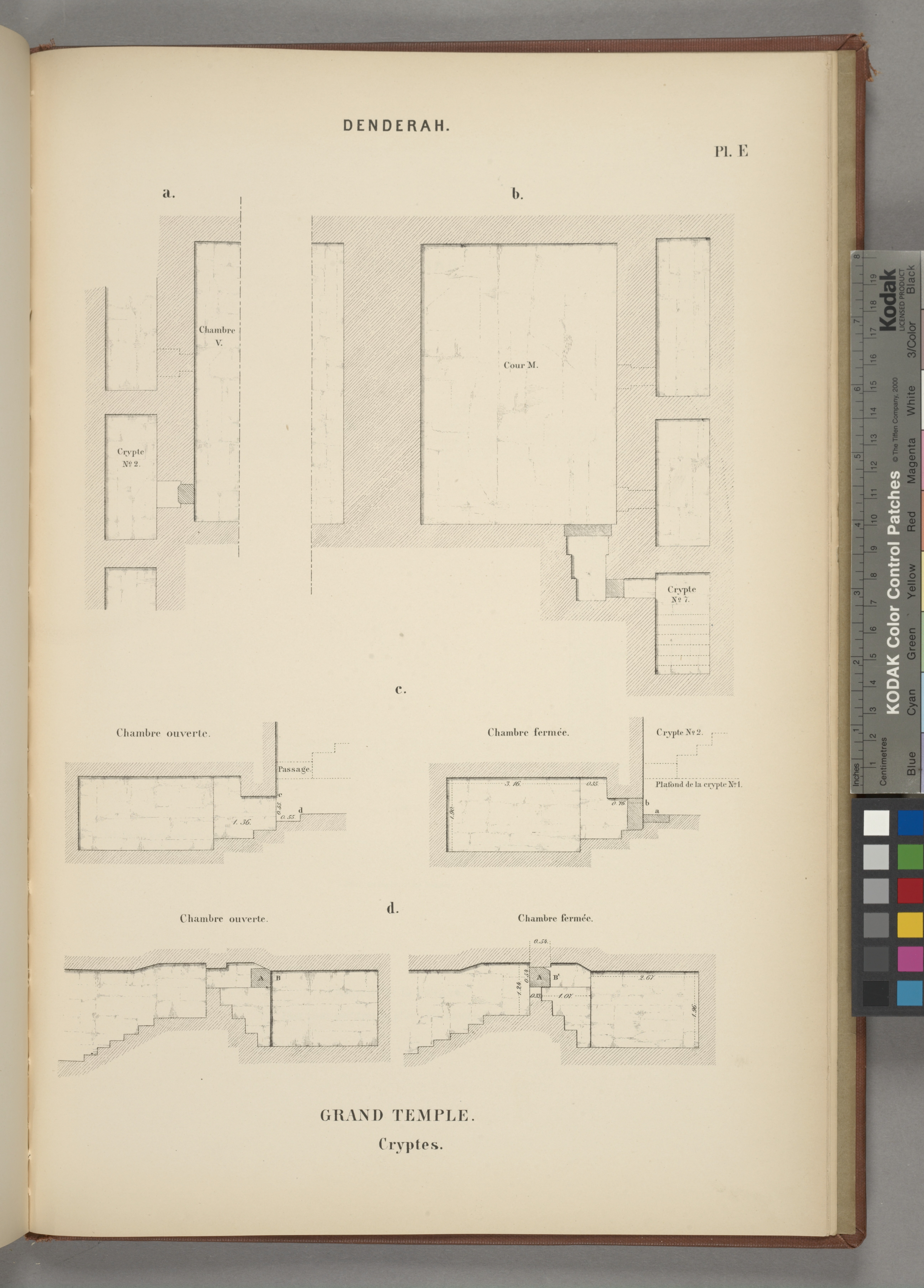
Cryptes (supplément)

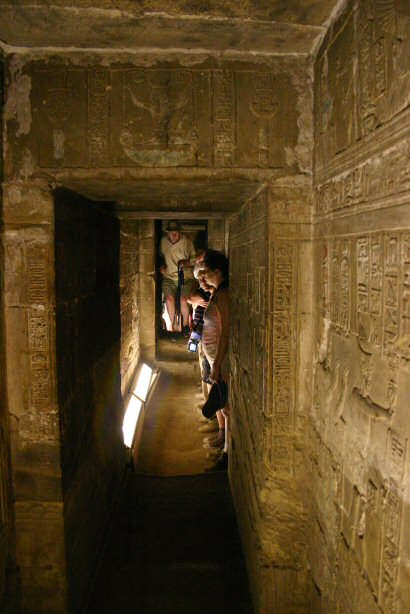
Cryptes (localisation indéterminée).

### Crypte no 2

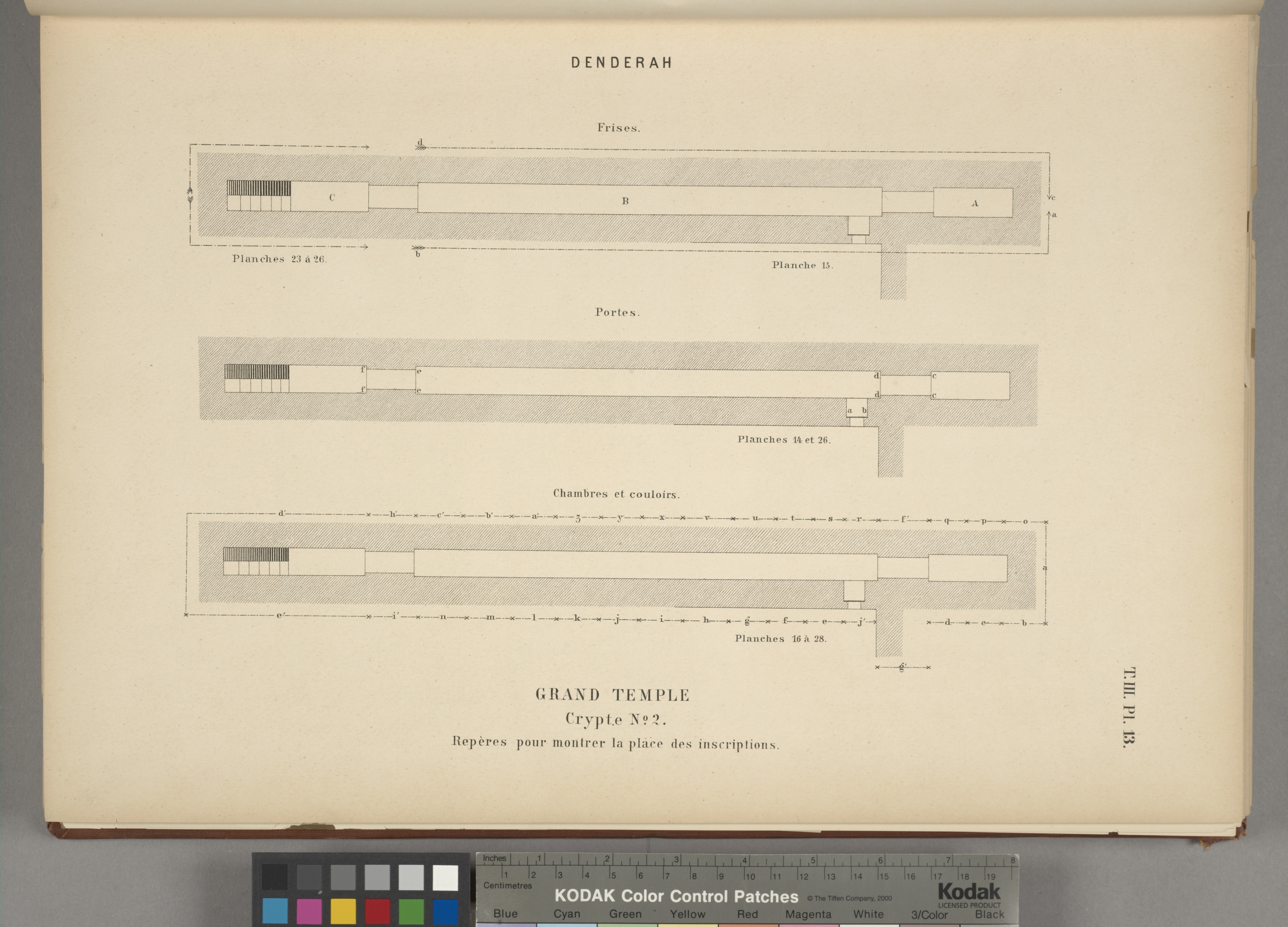

### Crypte no 5

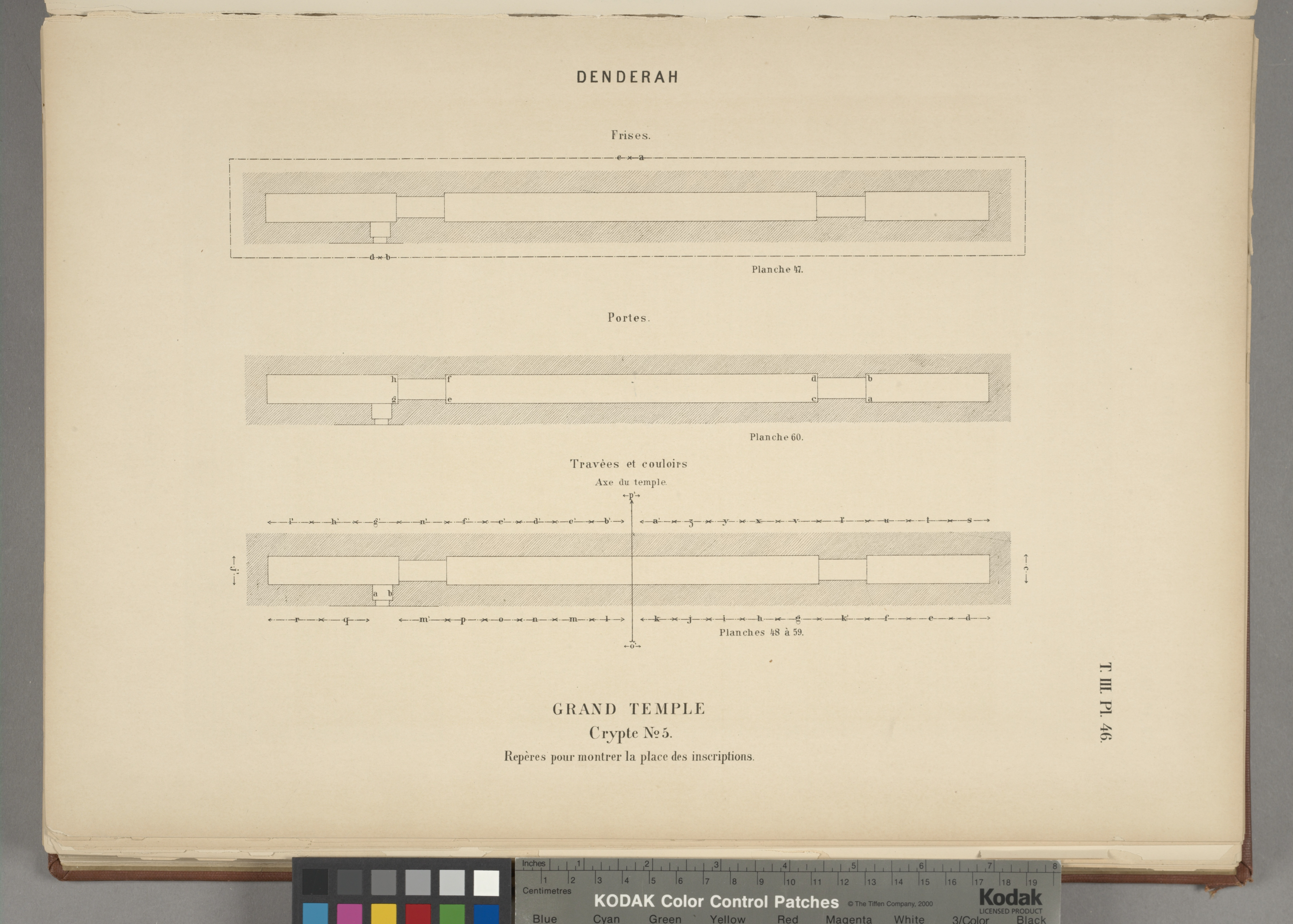

### Crypteno4

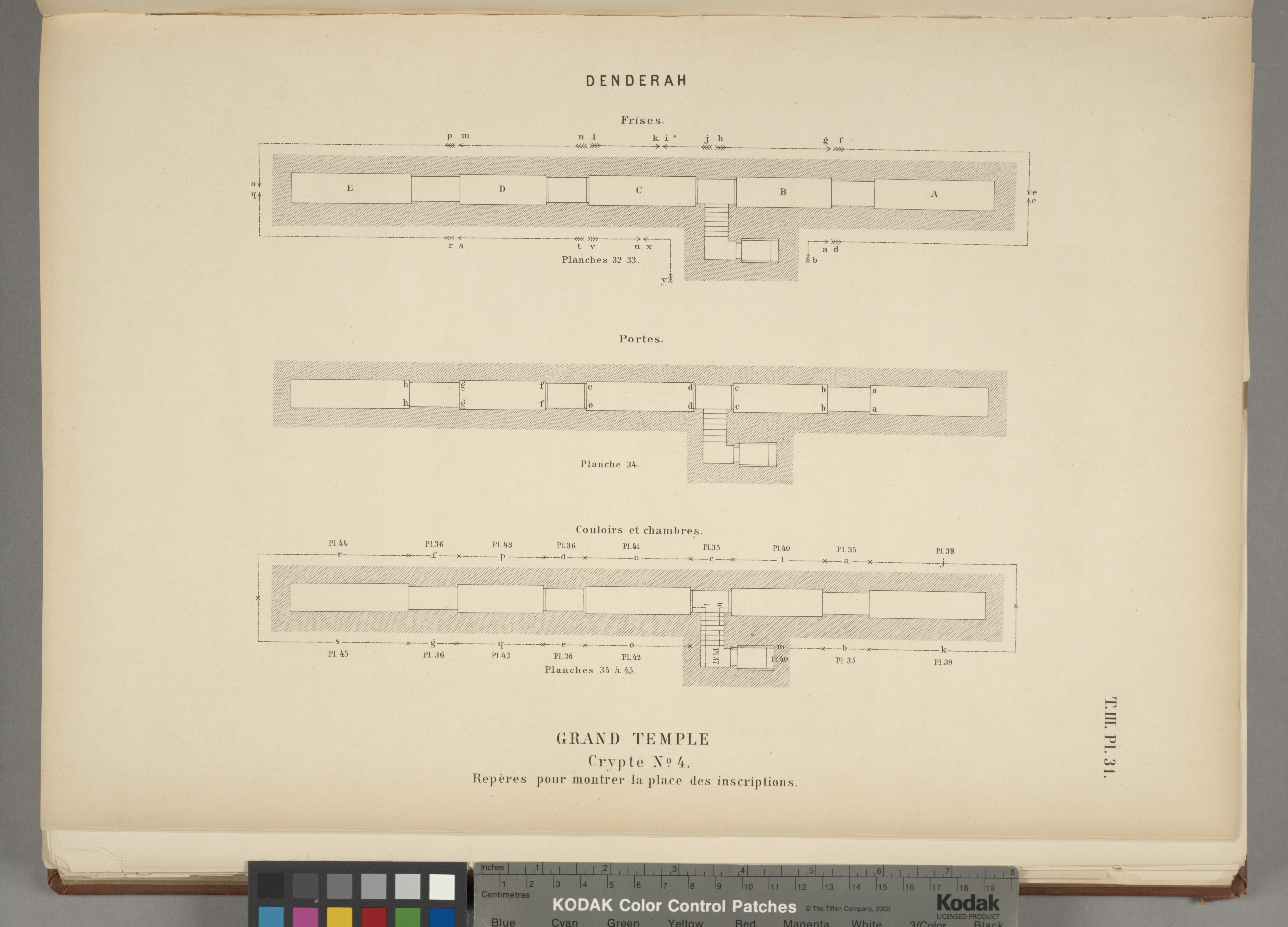
Crypte no 4 (plan).
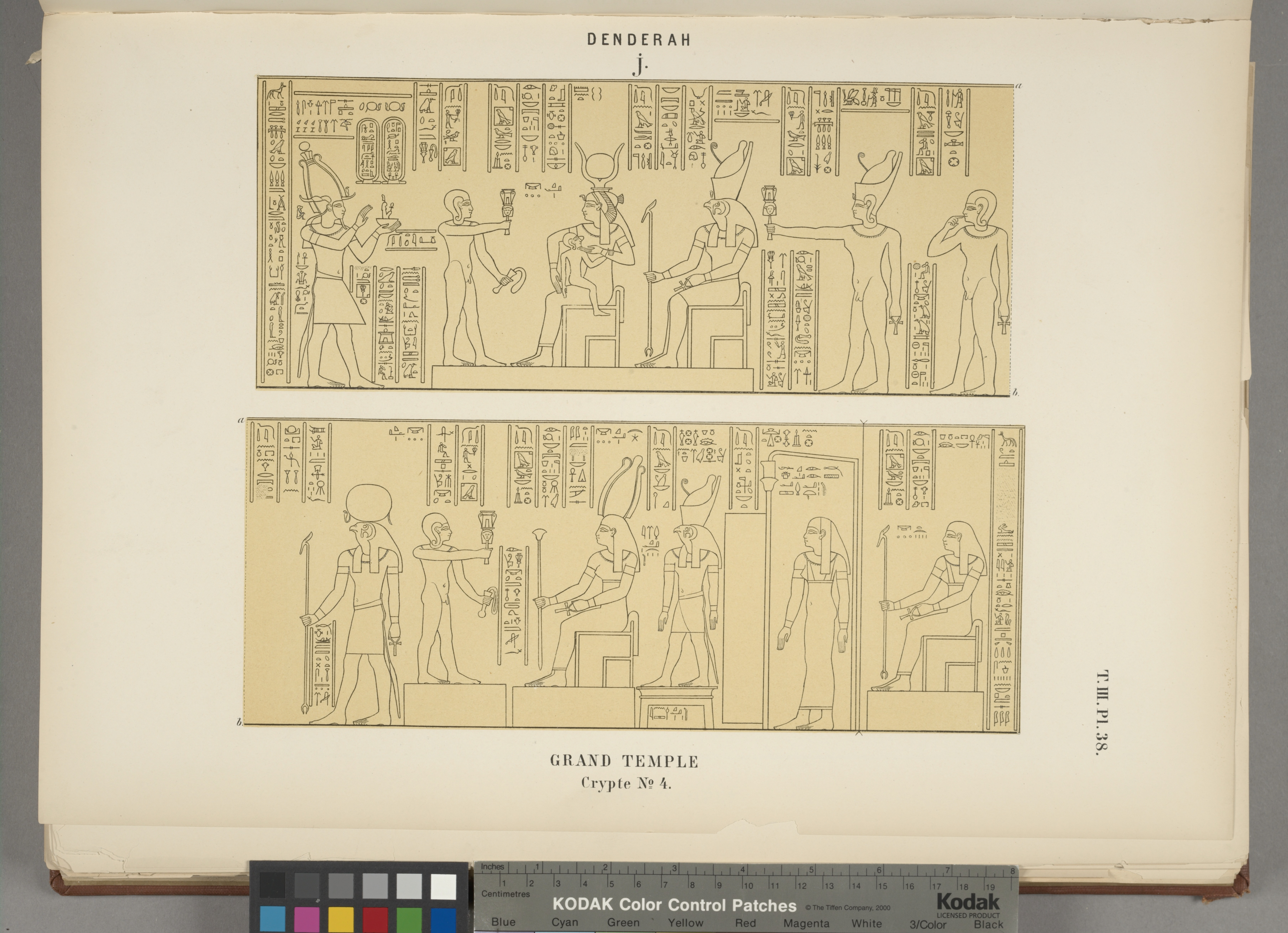
Crypte no 4 (bas-relief, dessin).
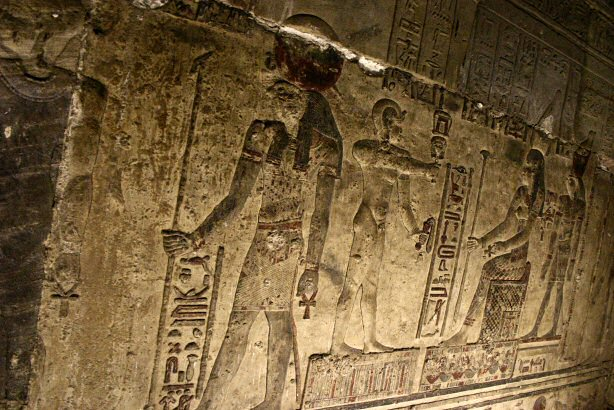
Crypte no 4 (bas-relief, photo).
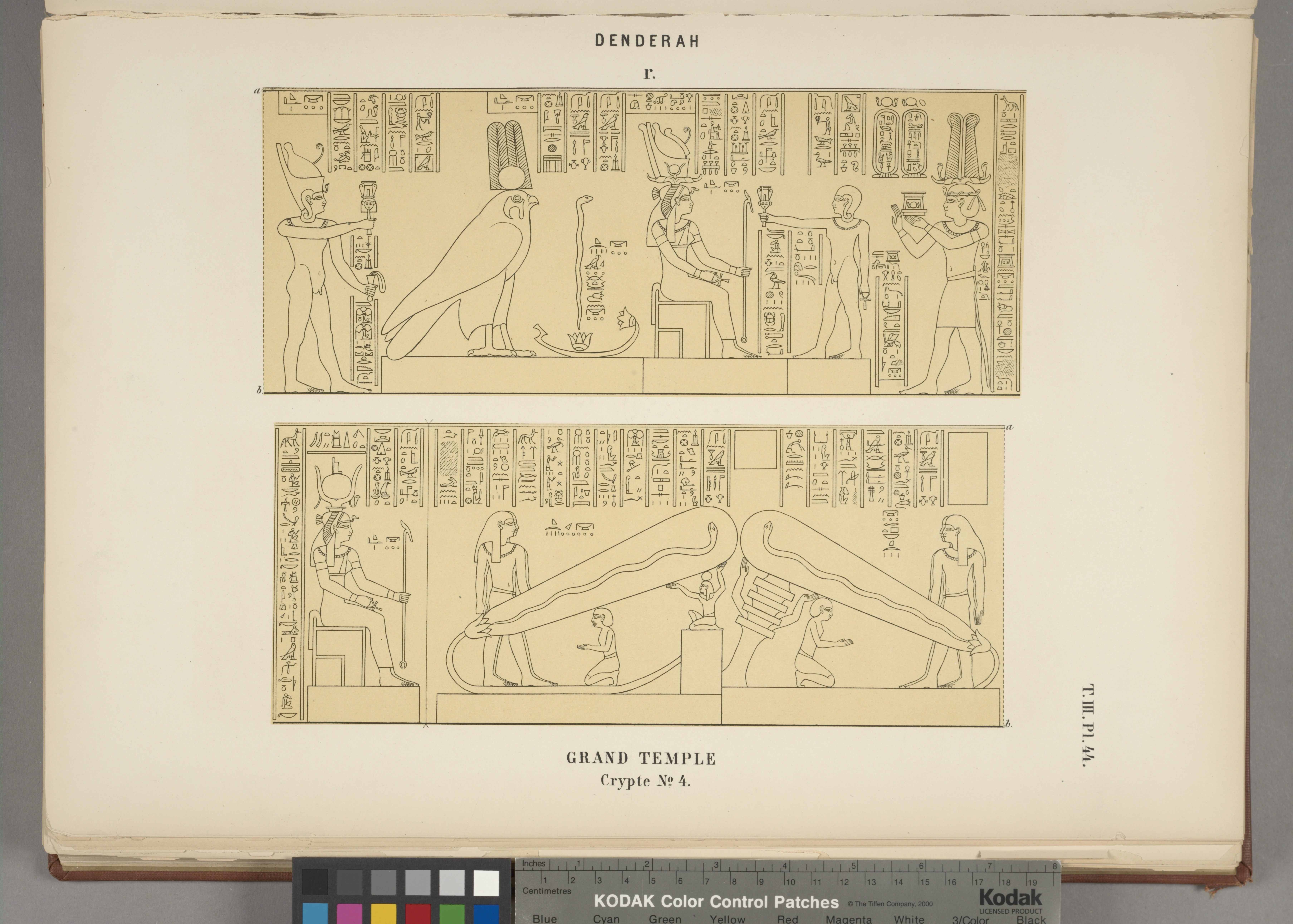
Crypte no 4 (bas-relief, dessin).
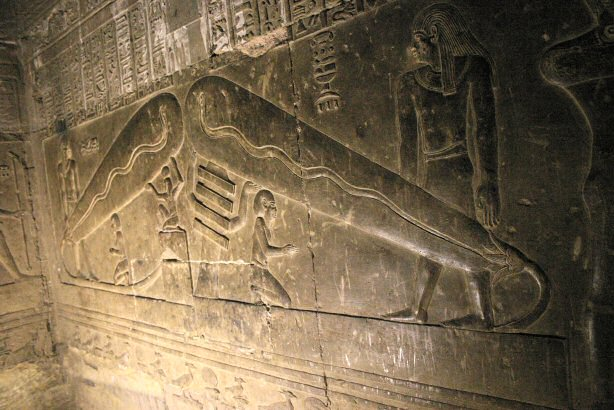
Crypte no 4 (bas-relief, photo).

## Les terrasses

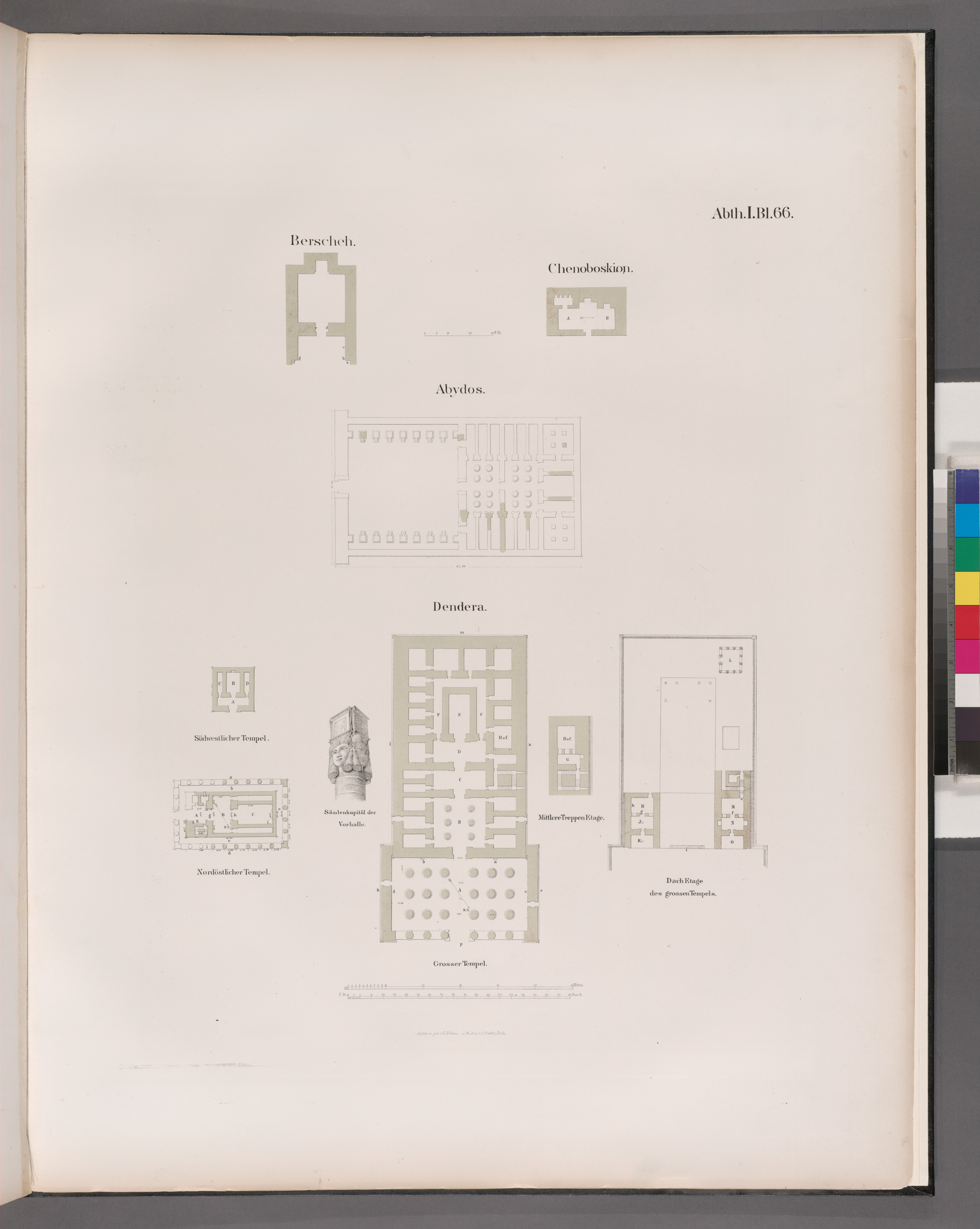
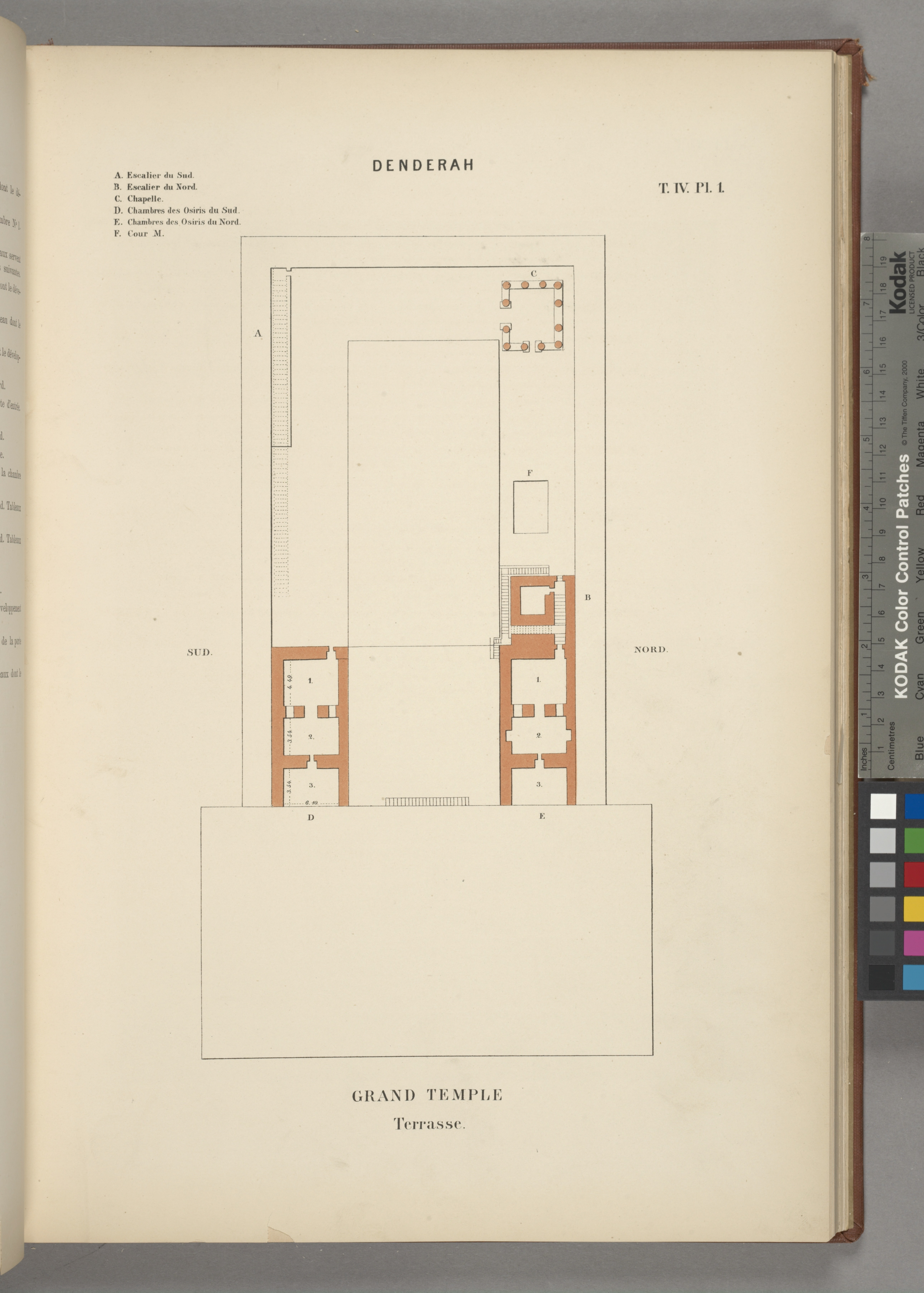
Mariette 1873.
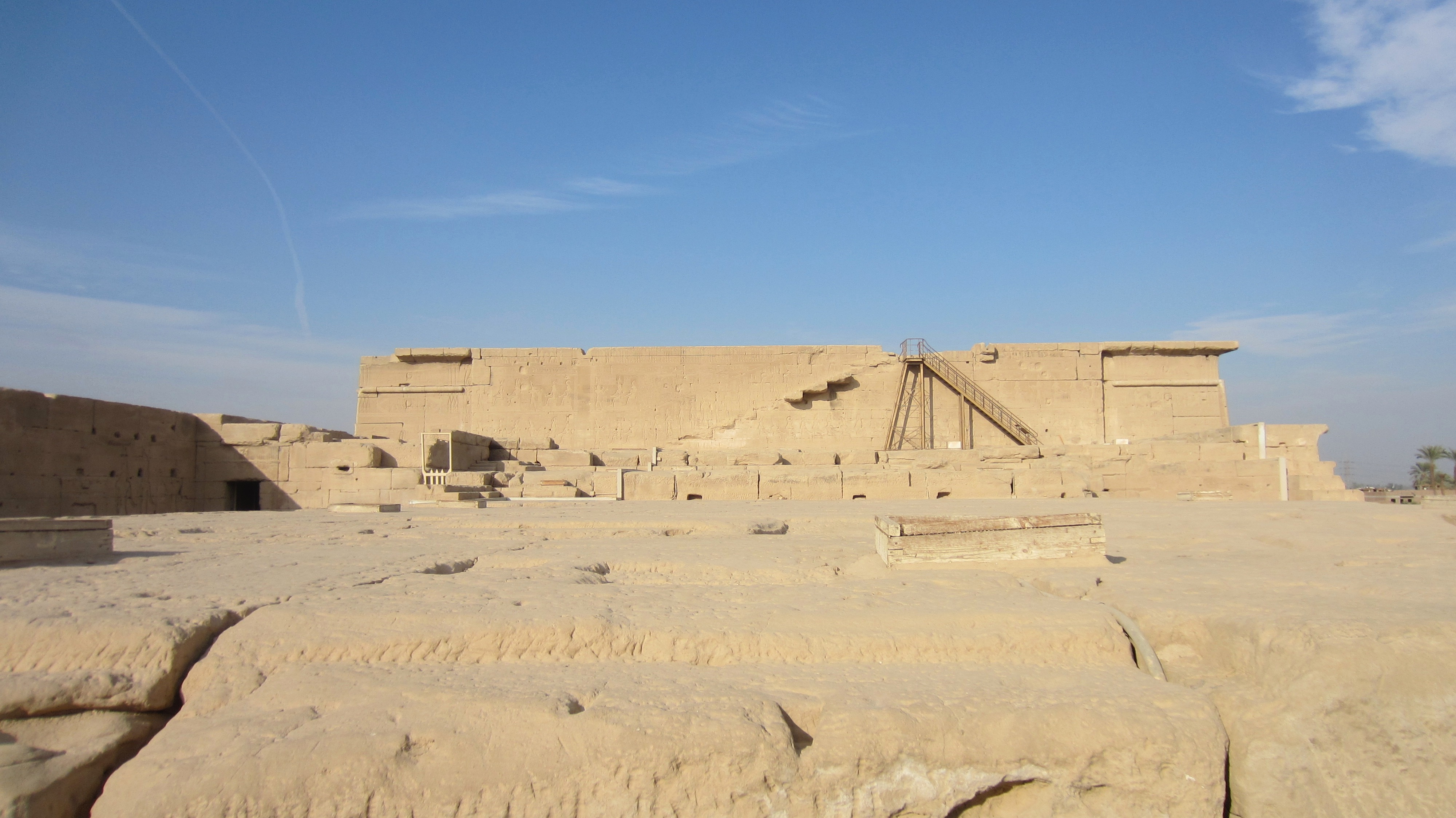
Les terrasses (Est à droite, Ouest à gauche).
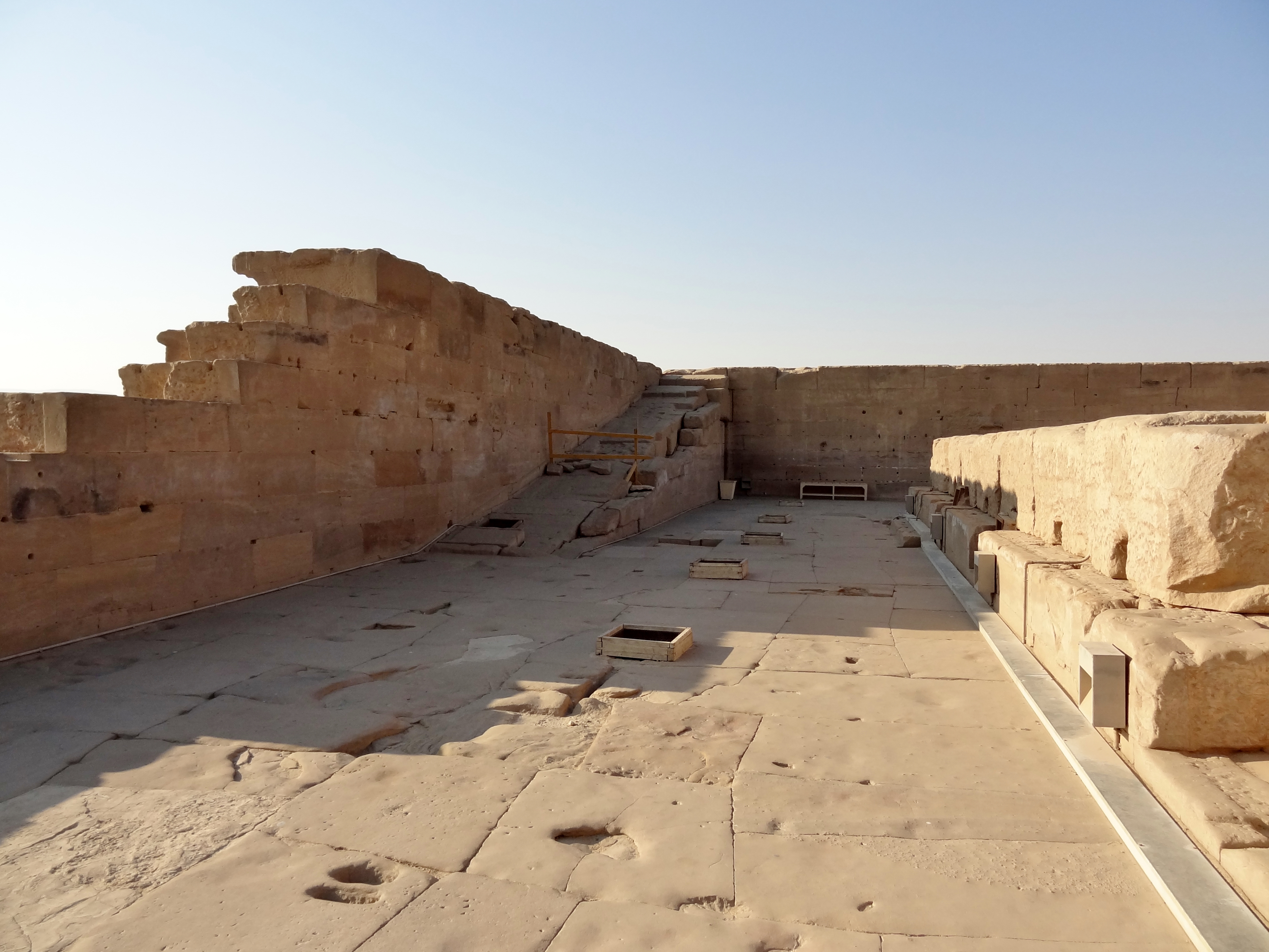

Les prêtres montaient en procession sur la terrasse du temple par l'escalier de l'ouest (en colimaçon carré). Leur progression est représentée par les bas-reliefs des murs. À mi-hauteur, ils s’arrêtaient dans une petite salle et pratiquaient le rituel qui allait permettre à la divinité de prendre possession de sa statue, puis la procession continuait jusqu'à la terrasse.
Sur les terrasses, il y avait le kiosque d'Hathor (un petit temple hypèthre, sans toit) et le temple d'Osiris.
Pour finir, la procession redescendait au rez-de-chaussée par l'escalier de l'est qui, lui, est rectiligne.

### Le kiosque d'Hathor
Dans l'angle sud-ouest des terrasses, se trouve le petit kiosque d'Hathor, où la déesse était exposée afin d’être « revivifiée » par le soleil.

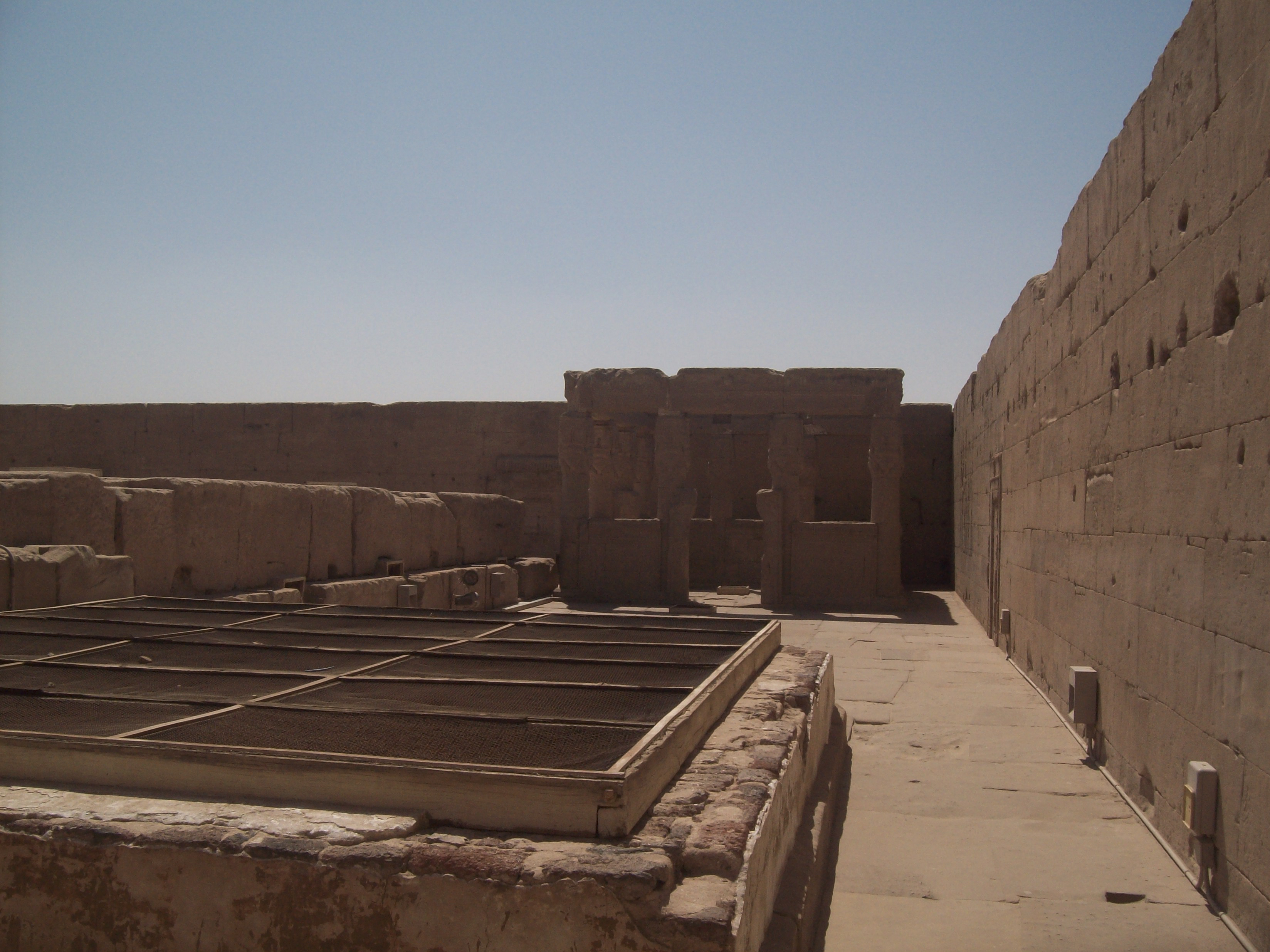
Le kiosque d'Hathor.
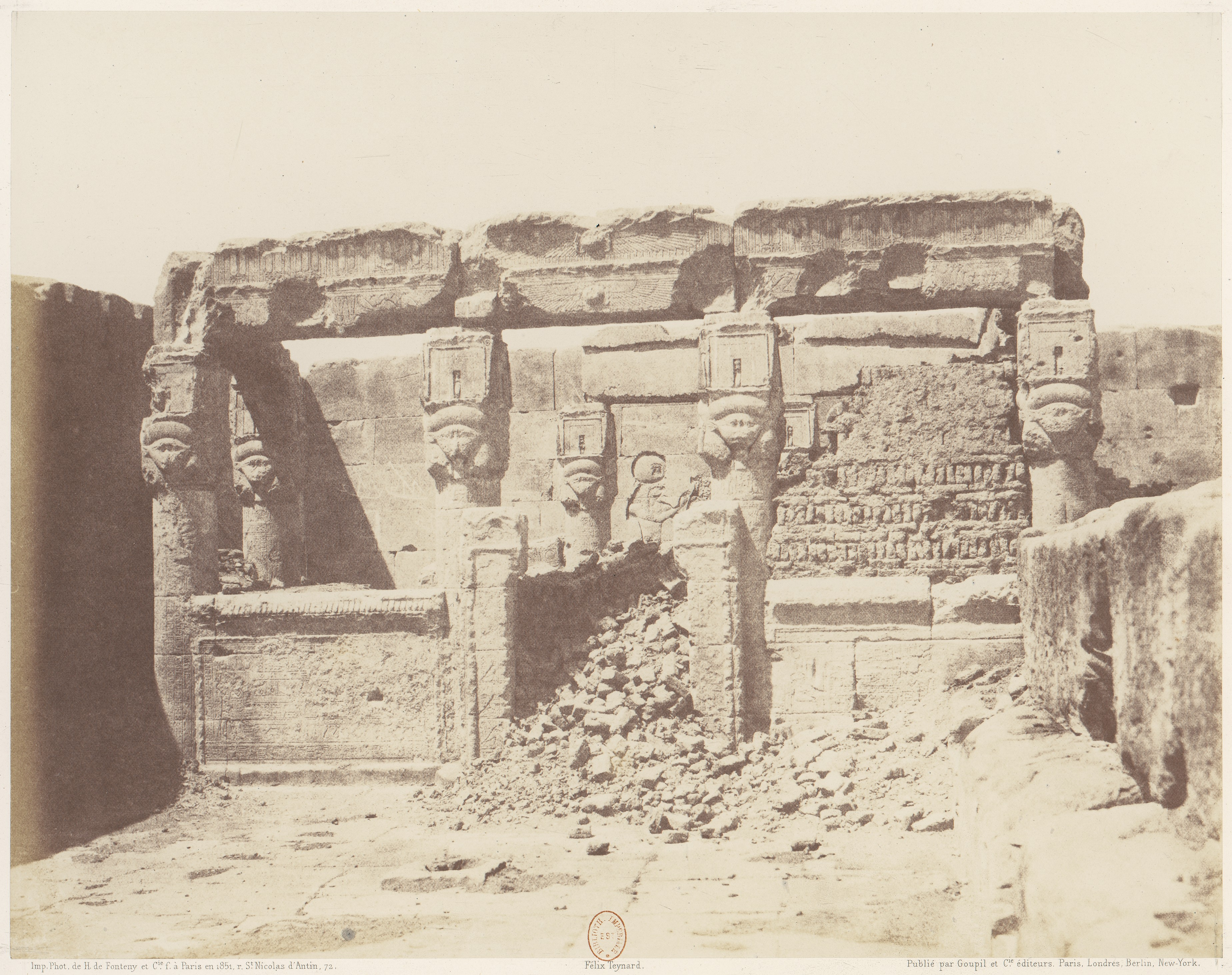
Le kiosque (vers 1850).
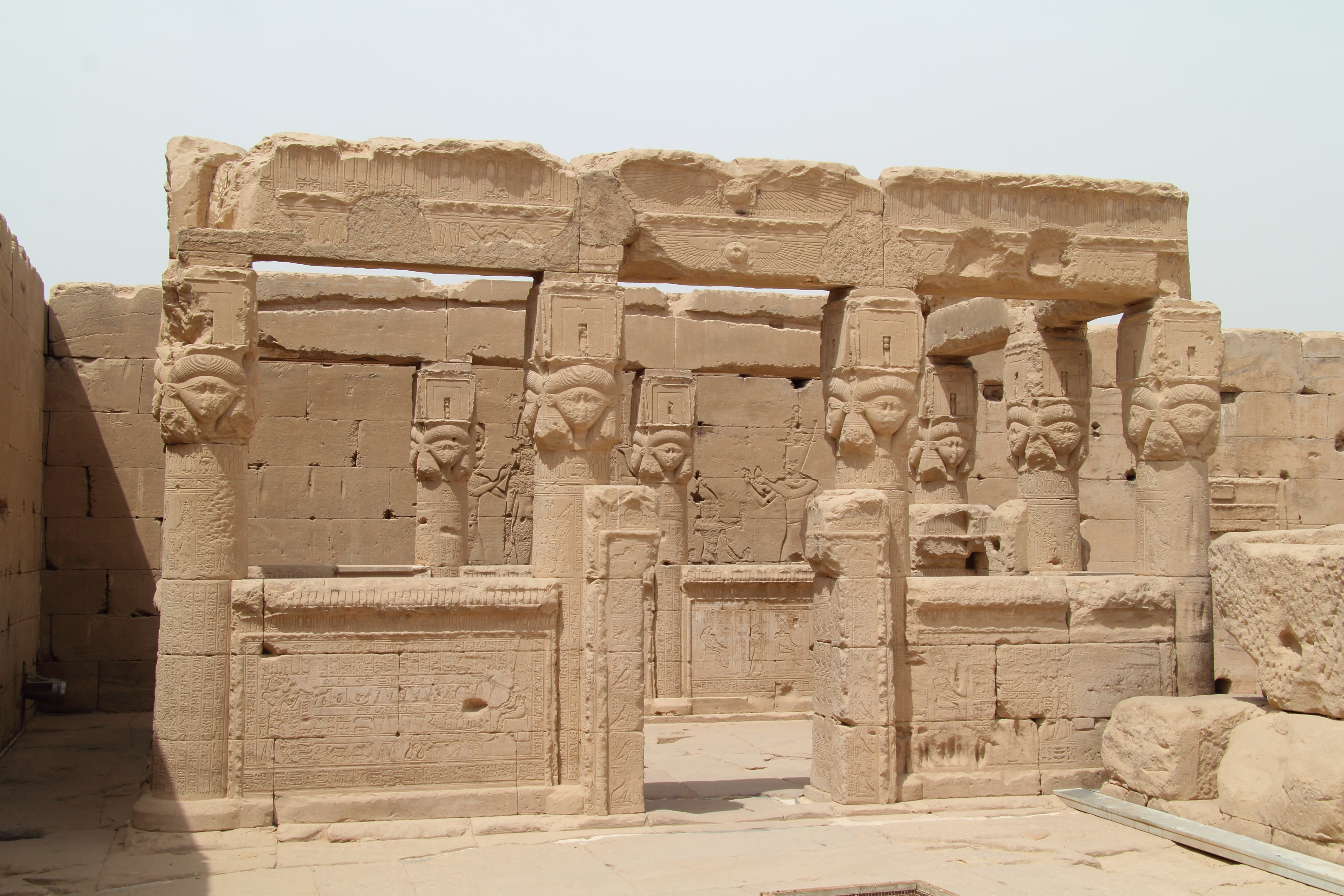
Le kiosque en 2016.
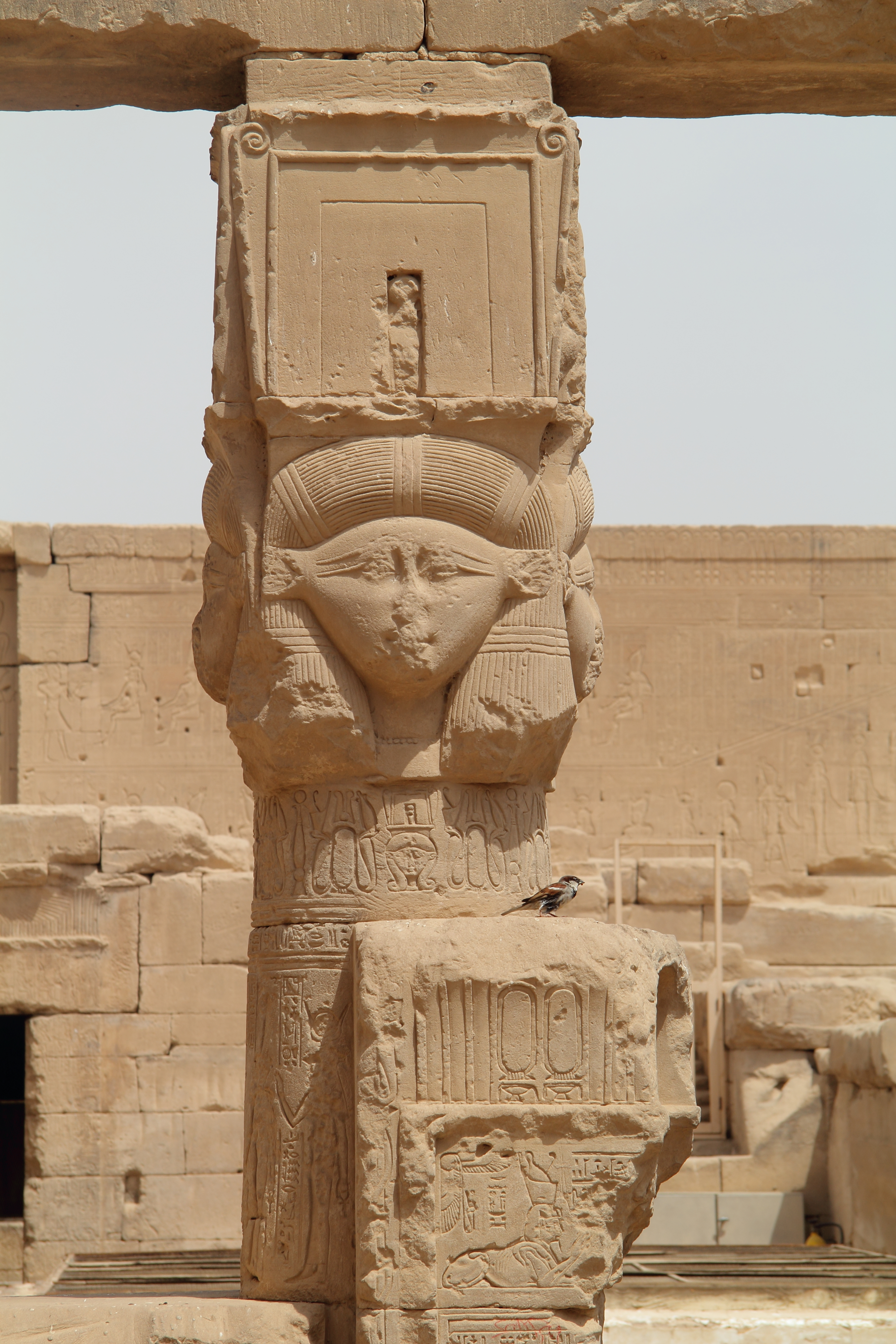

### Le temple d'Osiris (Osiréion)
Sur le toit du temple se trouve l’Osiréion, un sanctuaire dédié au dieu Osiris. Il est composé de six espaces répartis en deux groupes de trois espaces en enfilade (groupe de l'est - au-dessus des salles 3-4-5 / groupe de l'ouest - au-dessus des salles 6-7-8). On pénètre d'abord (par le sud) dans une petite cour qui donne accès à une première salle; de cette dernière, on accède à la dernière salle.

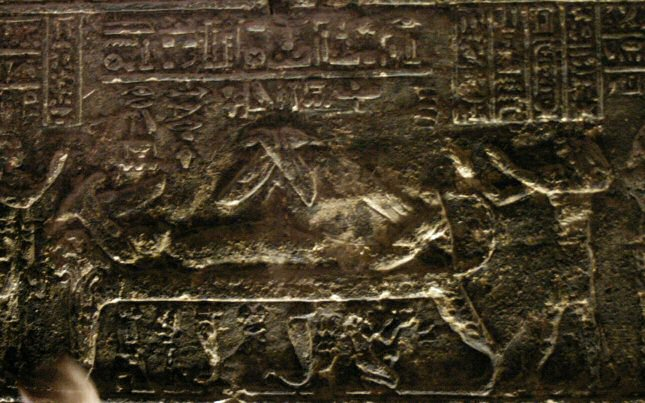
Chapelles du toit (plafond, bas-relief) : Isis, sous la forme d'un oiseau, se pose sur le sexe d'Osiris pour le ressusciter.

#### Osiréion: groupe de l'est et le «zodiaque de Dendérah»
Mariette étudie en détail la chapelle du zodiaque (il l'appelle « chambre no 2 du sud » mais il faut comprendre « de l'est »). Cette chapelle est au-dessus de la salle 4 du plan.
« La chambre est considérée comme la chambre sépulcrale d'Osiris et la momie du dieu y est censée déposée, attendant la résurrection. Mais le mal, dans la personne de Typhon et de ses compagnons, veille autour du tombeau, tout prêt à empêcher le mystère divin de s'accomplir ». Mariette fait un parallèle argumenté entre Osiris et l'Adonis grec».
Osiris est protégé par « des légions d'esprits bienfaisants, chargés à leur tour de faire la garde autour du lieu saint et d'en écarter les influences malignes » :
- Les nomes d'Égypte. Ils sont symbolisés par des oiseaux qui planent au-dessus de la chambre. Mariette ne précise pas le nombre des nomes ni ne fait de liste.
- Les vingt-quatre heures du jour et de la nuit. Elles sont suivies par des génies qui, pendant la durée de chacune d'elles, doivent se tenir auprès de la momie sacrée.
- Des divinités armées de glaives, envoyées spécialement par les provinces du nord et du sud, pour veiller dans la chambre et la préserver de l'action des compagnons des ténèbres et de la mort.

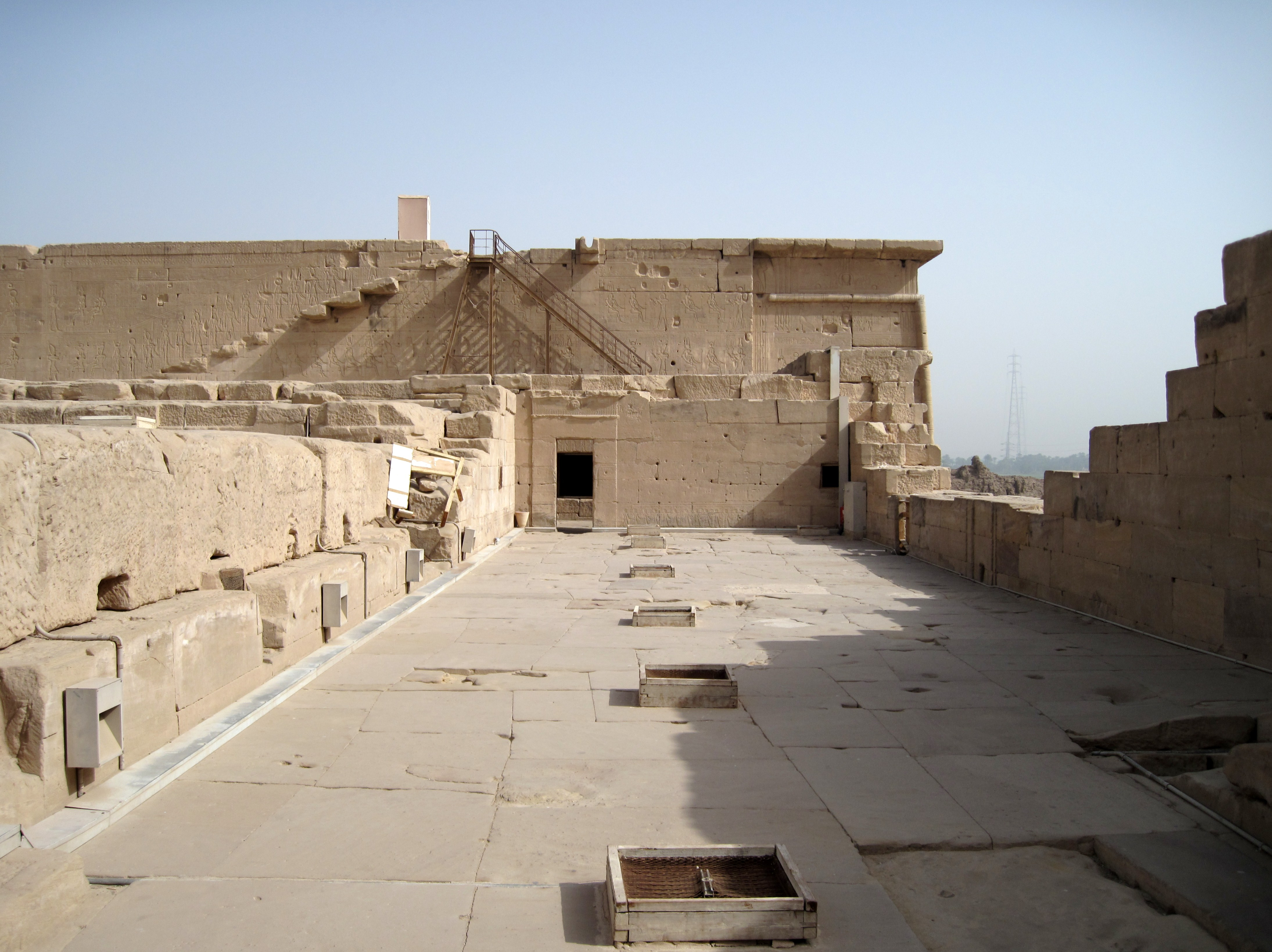
Entrée de la cour du groupe de l'est (1).
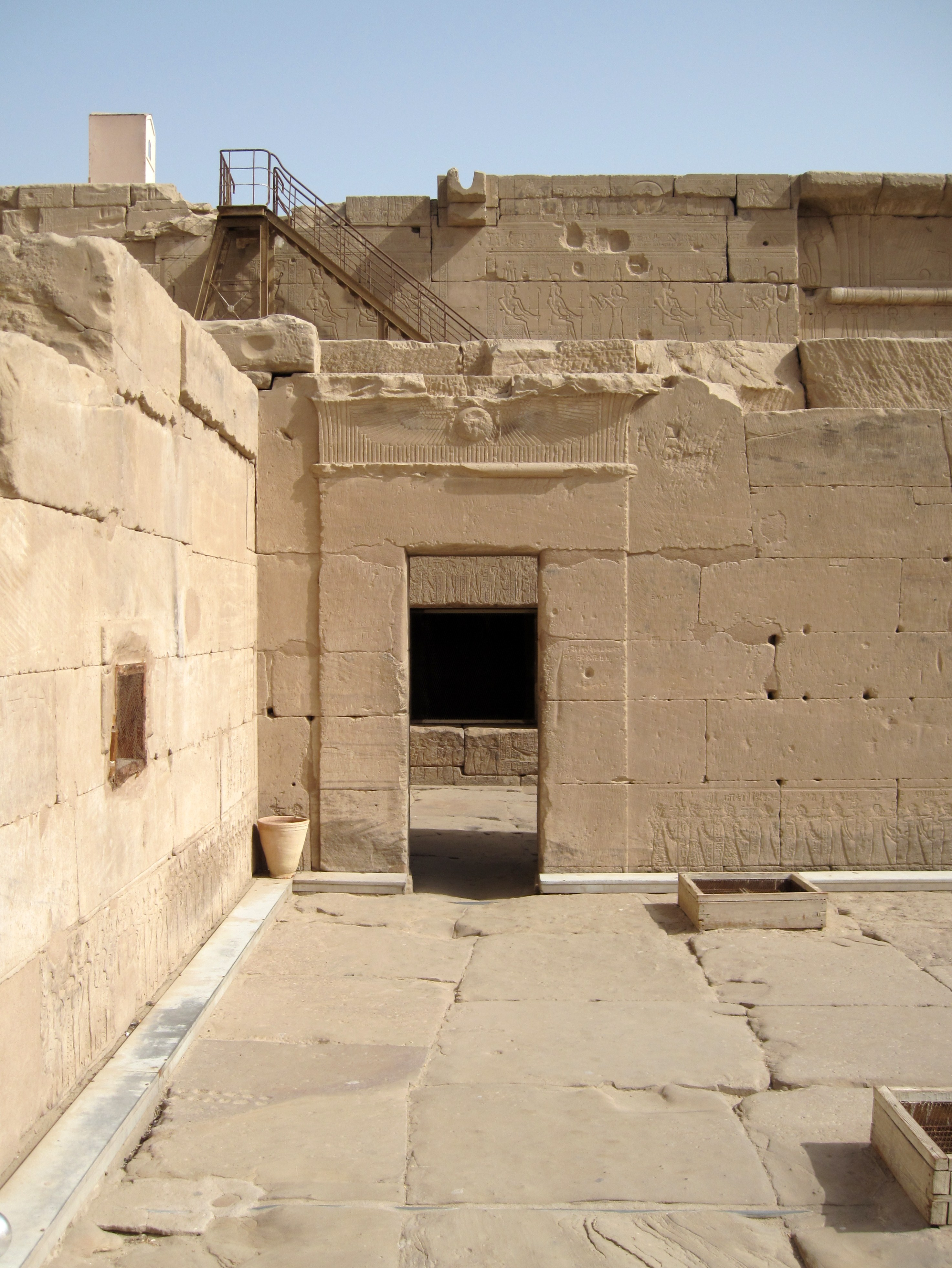
Entrée de la cour du groupe de l'est (2).
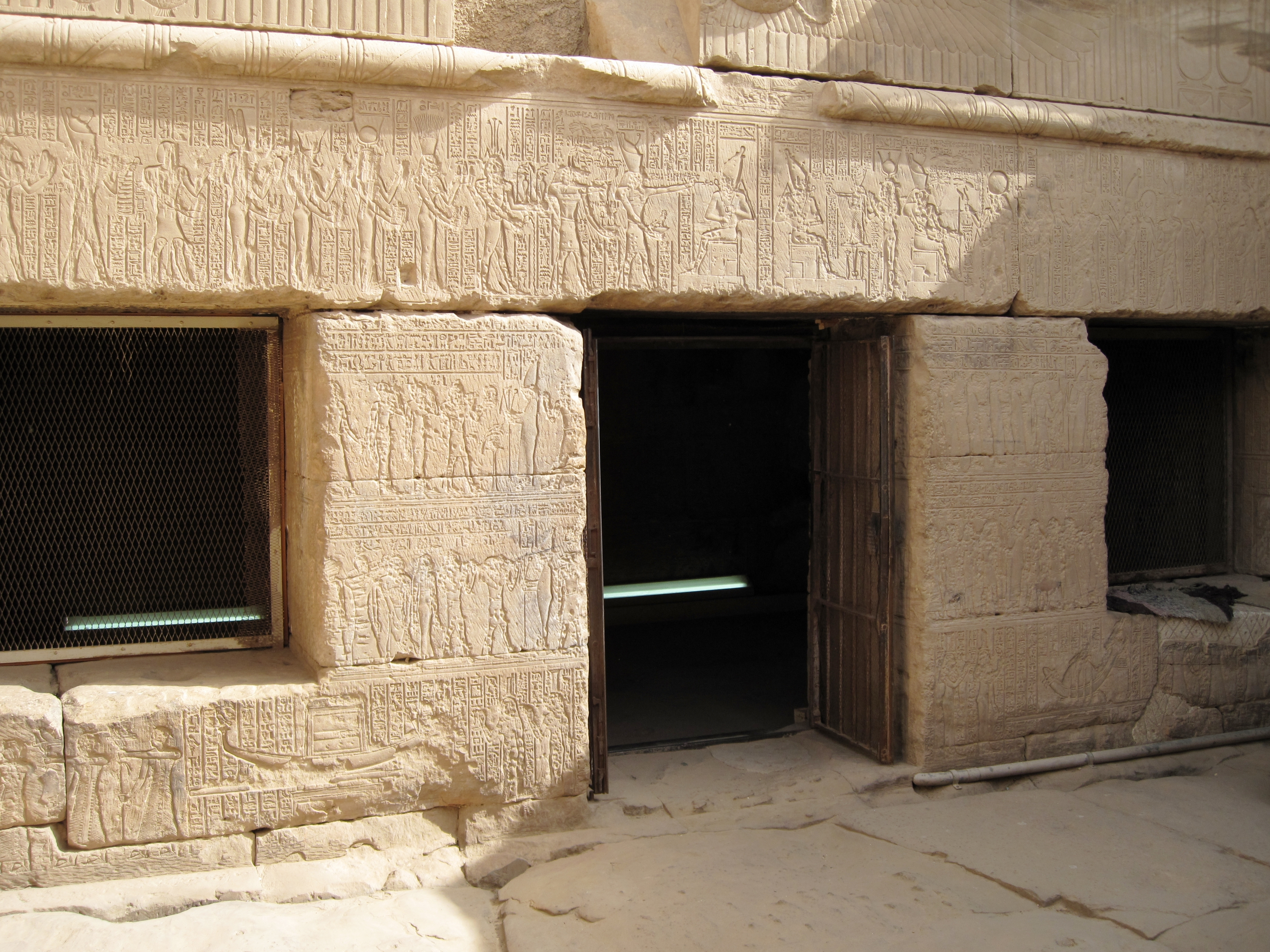
Entrée de la chapelle du zodiaque (groupe de l'est).
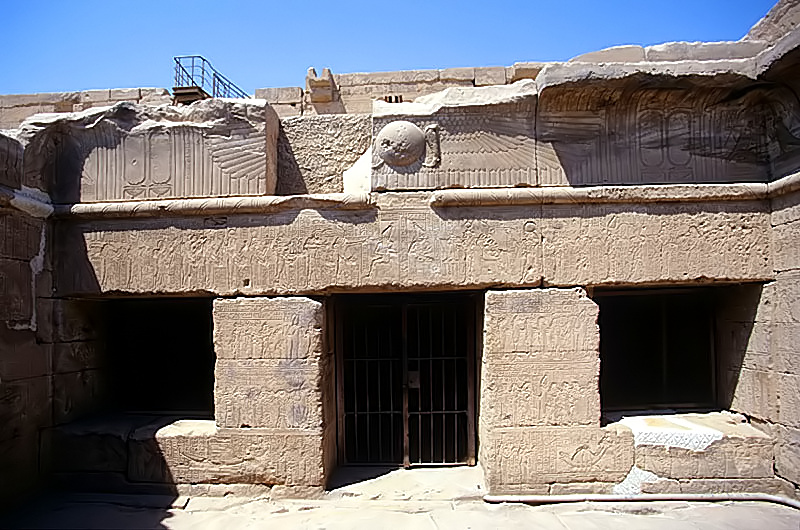

Le plafond de cette salle se compose de trois motifs (pour comprendre la photo, il faut la faire pivoter sur elle-même, tête de Nout en avant, pieds en arrière, afin de l'imaginer au-dessus de soi; l'observateur étant sur le pas de la porte) :
- À gauche (en entrant) se situe le panneau représentant le zodiaque.
- Au centre (reliant la porte d'entrée à la porte menant à la seconde salle) se trouve la version longiligne de la déesse Nout; sa bouche (avalant le soleil couchant) se trouve vers l'ouest symbolique (en fait le sud réel).
- À droite se situe le panneau représentant Nout courbée; ici, sa bouche se trouve vers l'ouest réel. Nous retrouvons cette même orientation au plafond du wabet du rez-de-chaussée.

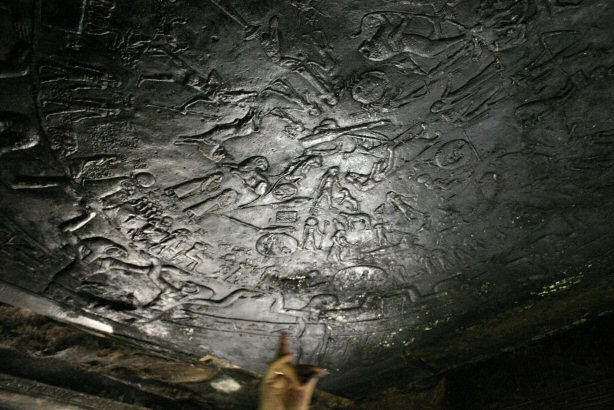
Le zodiaque (copie moderne).
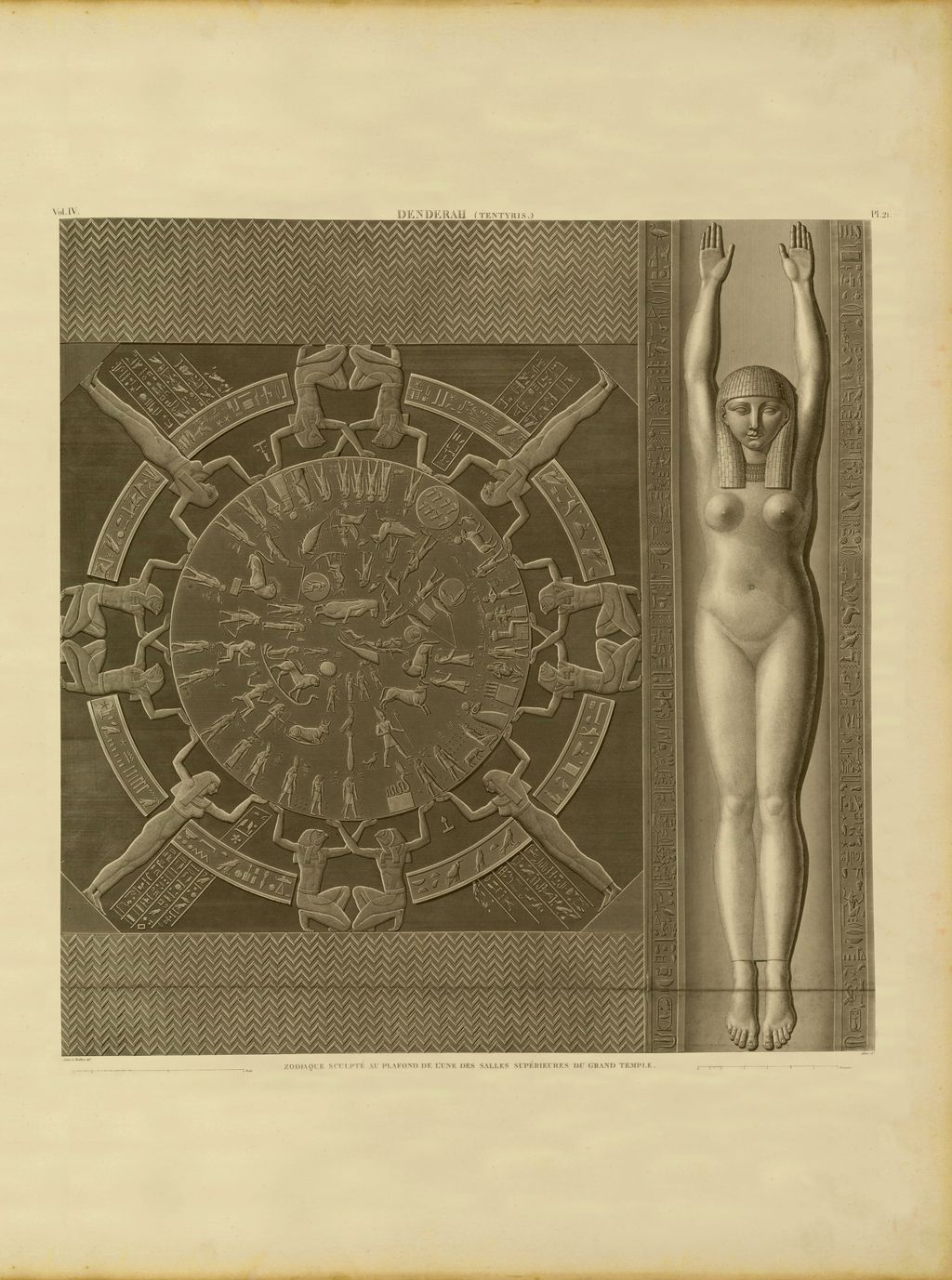
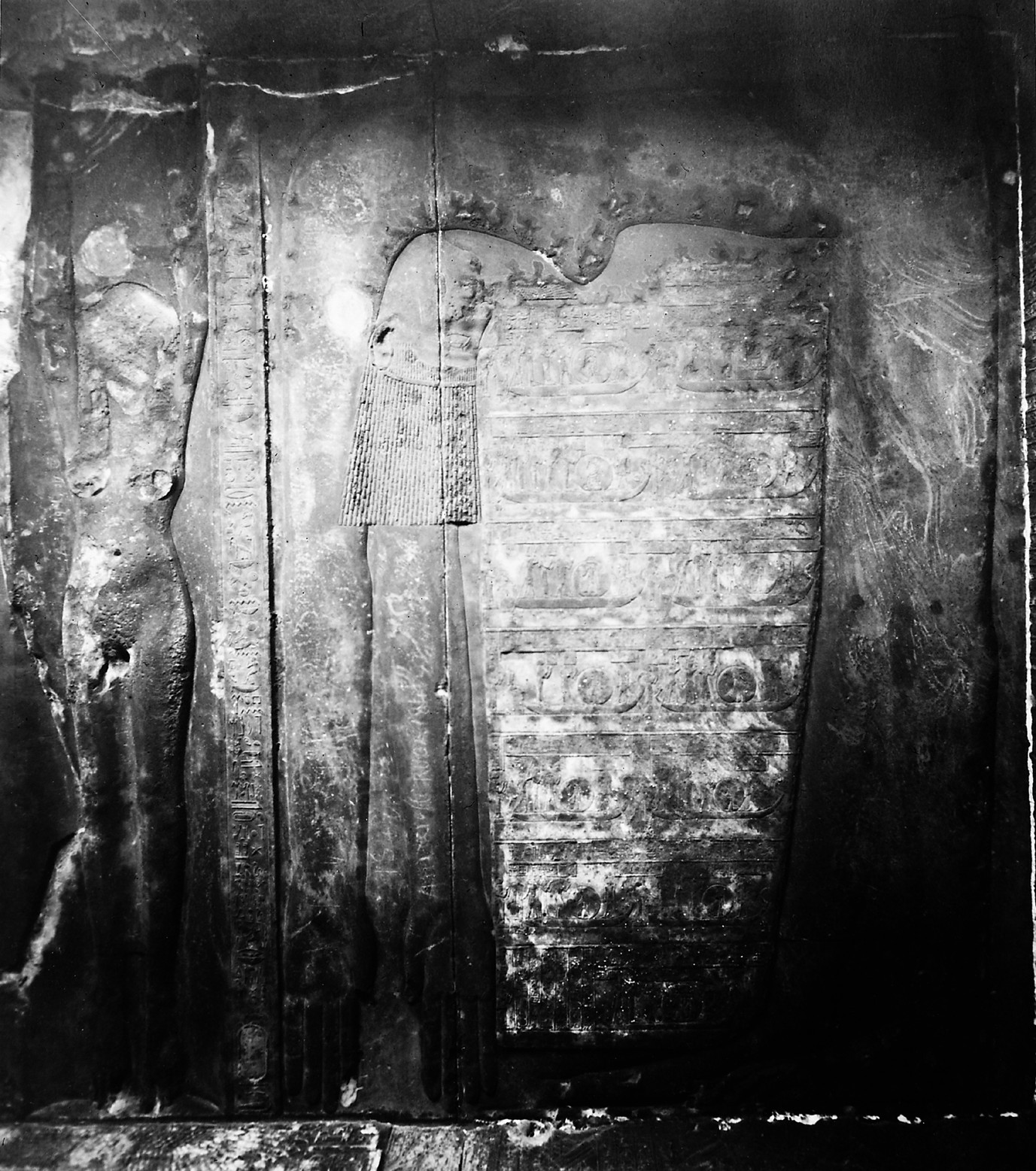
Nout courbée.

#### Osiréion: groupe de l'ouest

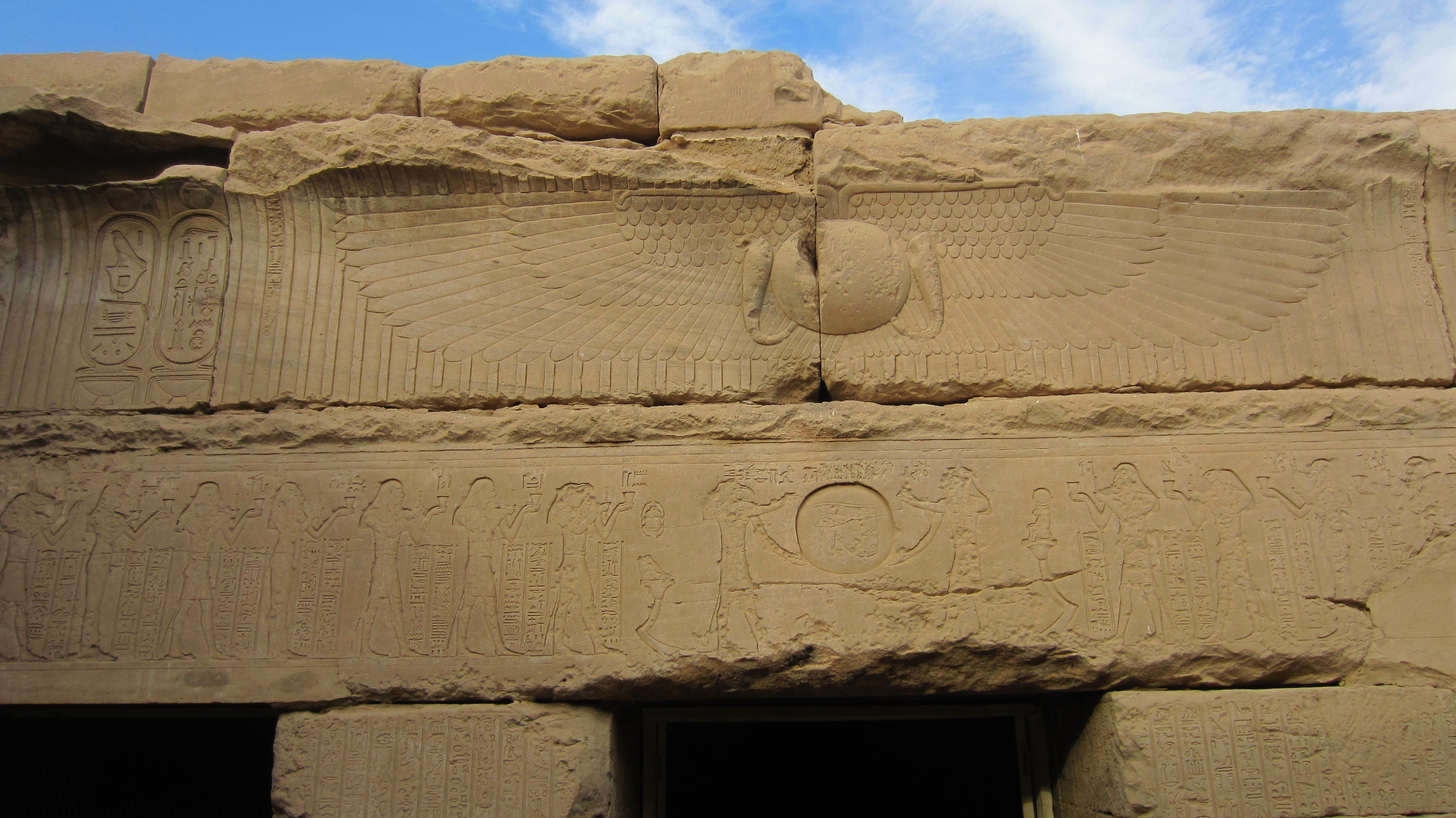
Entrée de la chapelle (groupe de l'ouest).
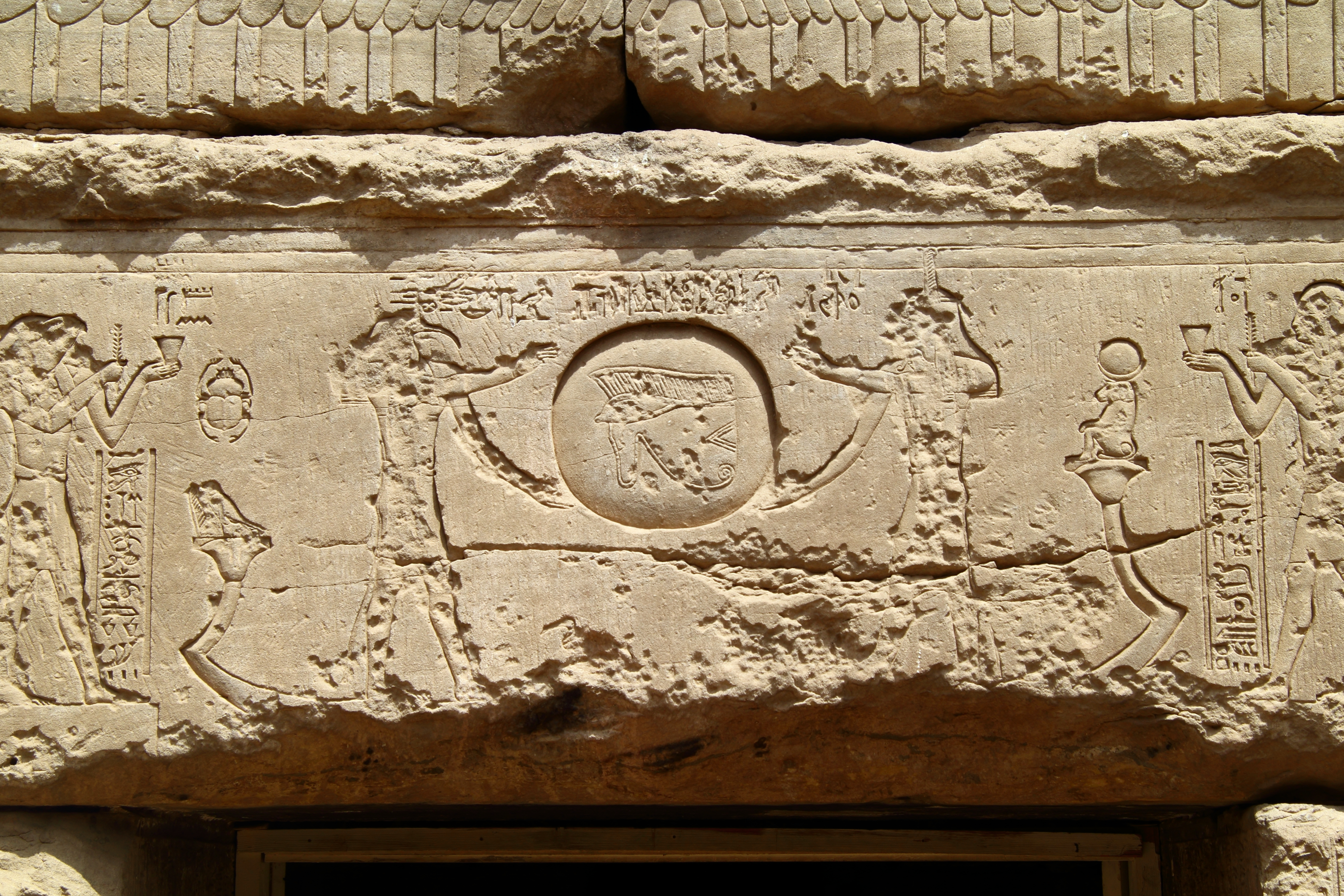
détail.

## La face arrière (sud)
Sur la face arrière du temple, on trouve une des rares représentations de la célèbre Cléopâtre VII accompagnée de son fils Ptolémée XV dit Césarion.
Champollion-Figeac, à propos de ce mur : « La partie la plus ancienne du temple de Dendérah, à son extrémité, appartient au règne de Cléopâtre et de Ptolémée Césarion : il y sont figurés de proportion colossale, et les noms de Cléopâtre et de Ptolémée César ou Ptolémée surnommé nouveau César, qui se lisent dans les inscriptions qui accompagnent ces tableaux historiques, ne laissent aucun doute à ce sujet ».

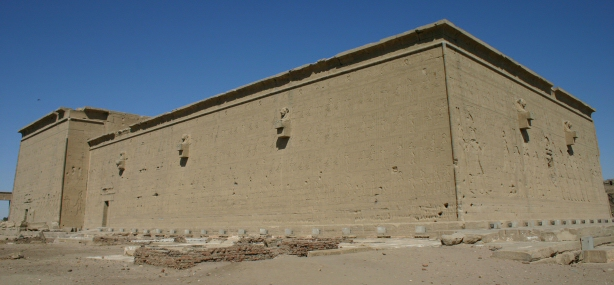
Temple de Dendérah (murs ouest et sud).
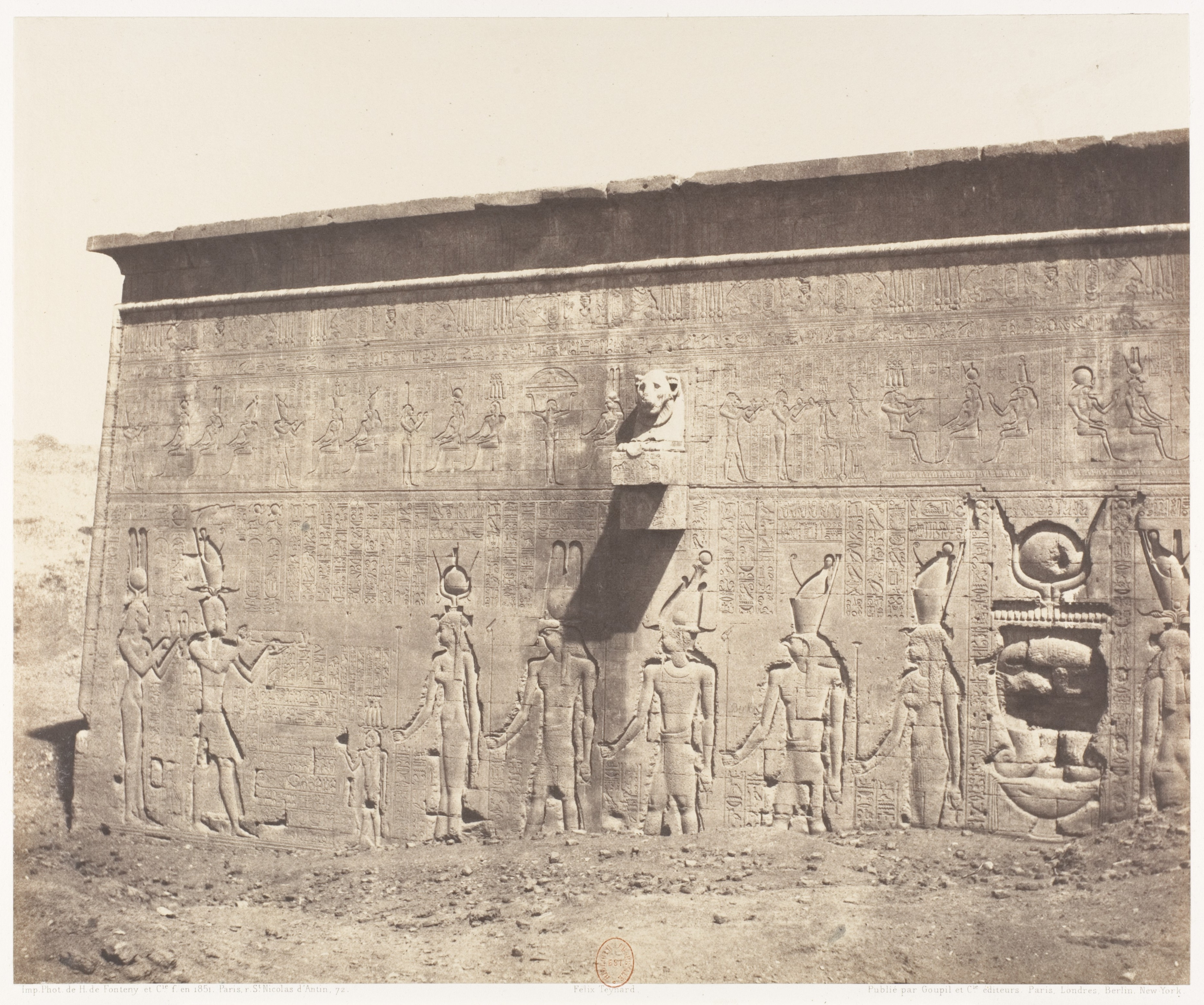
Mur sud, à l'arrière du temple d'Hathor (vers 1850).
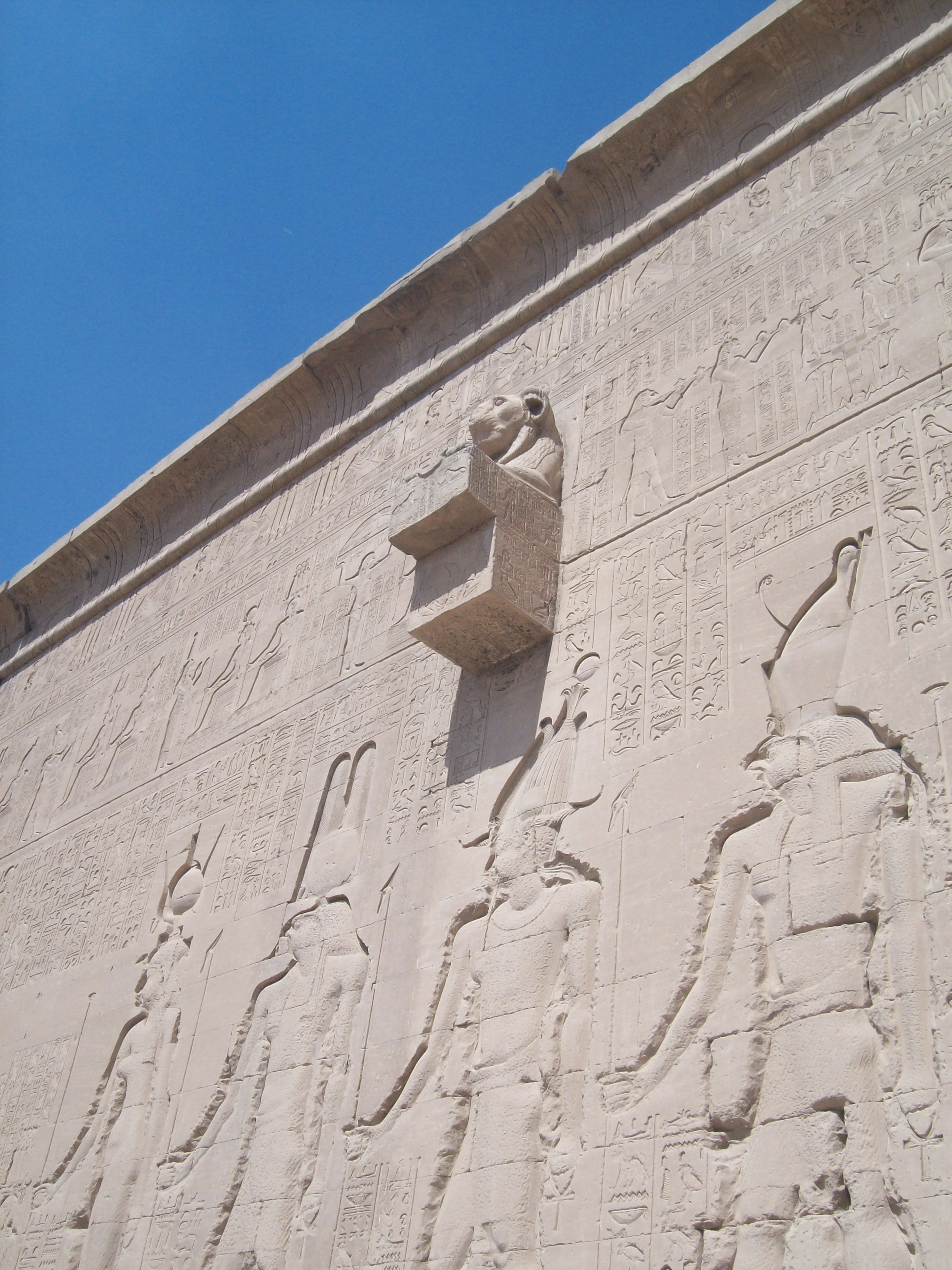
Gargouille à tête de lion.
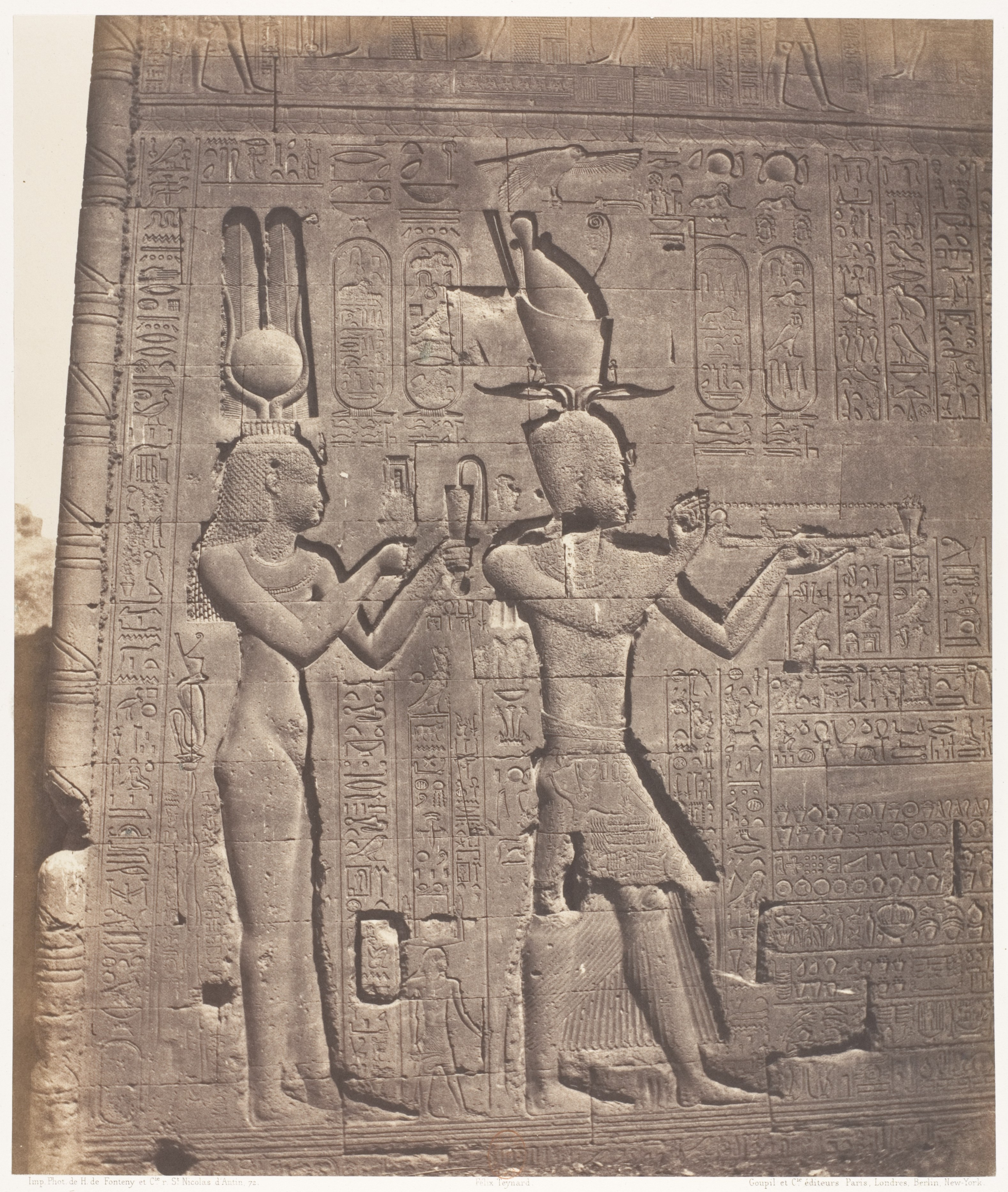
Cléopâtre et Césarion.
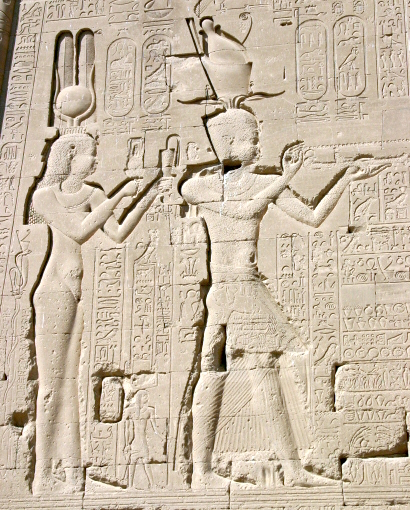
Mur sud (arrière) : Cléopâtre et Césarion.
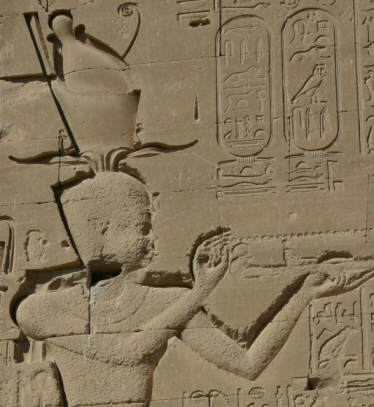
Mur sud (détail) : Césarion.

## Représentations

### Peinture

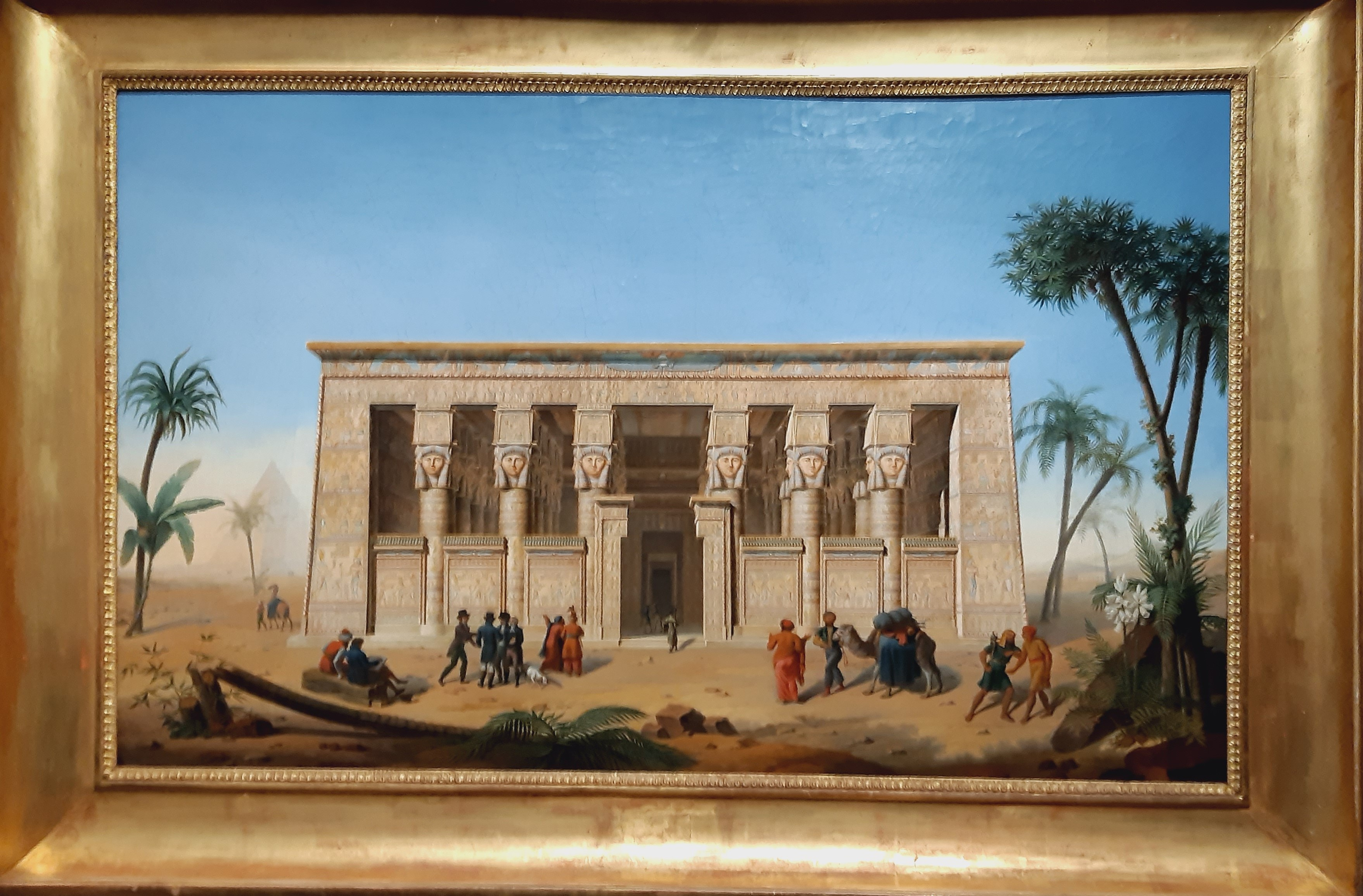
Les scientifiques de la campagne d'Égypte devant le temple de Dendera (musée Champollion de Vif, Isère).

Le peintre François-Martin Testard en a fait une huile sur toile en 1819 intitulée Les scientifiques de la campagne d’Égypte devant le temple de Dendera. Le tableau a été acquis par le département de l'Isère en 2018, et depuis est exposé au musée Champollion de Vif.

### Dans la culture populaire
Le temple est mis en scène dans Les Sables de Denderah, tome 3 de la bande dessinée d'aventures Les Fils de l'Aigle. On peut y voir de nombreuses vues de la façade et des chapiteaux hathoriques, une gargouille à tête de lion et le fameux zodiaque.

#### Vidéos amateurs
Ces vidéos ne sont mises ici que pour permettre aux lecteurs de visualiser le temple. Elles précisent la visite et certaines images sont instructives. En revanche, les commentaires n'engagent que les auteurs.
- « Dendérah - Que se cache-t-il à l'intérieur du temple? » [vidéo], sur YouTube (consulté le 24 août 2020)
- « Au cœur de la crypte souterraine de Dendérah » [vidéo], sur YouTube (consulté le 24 août 2020)